# Industrie aérospatiale californienne

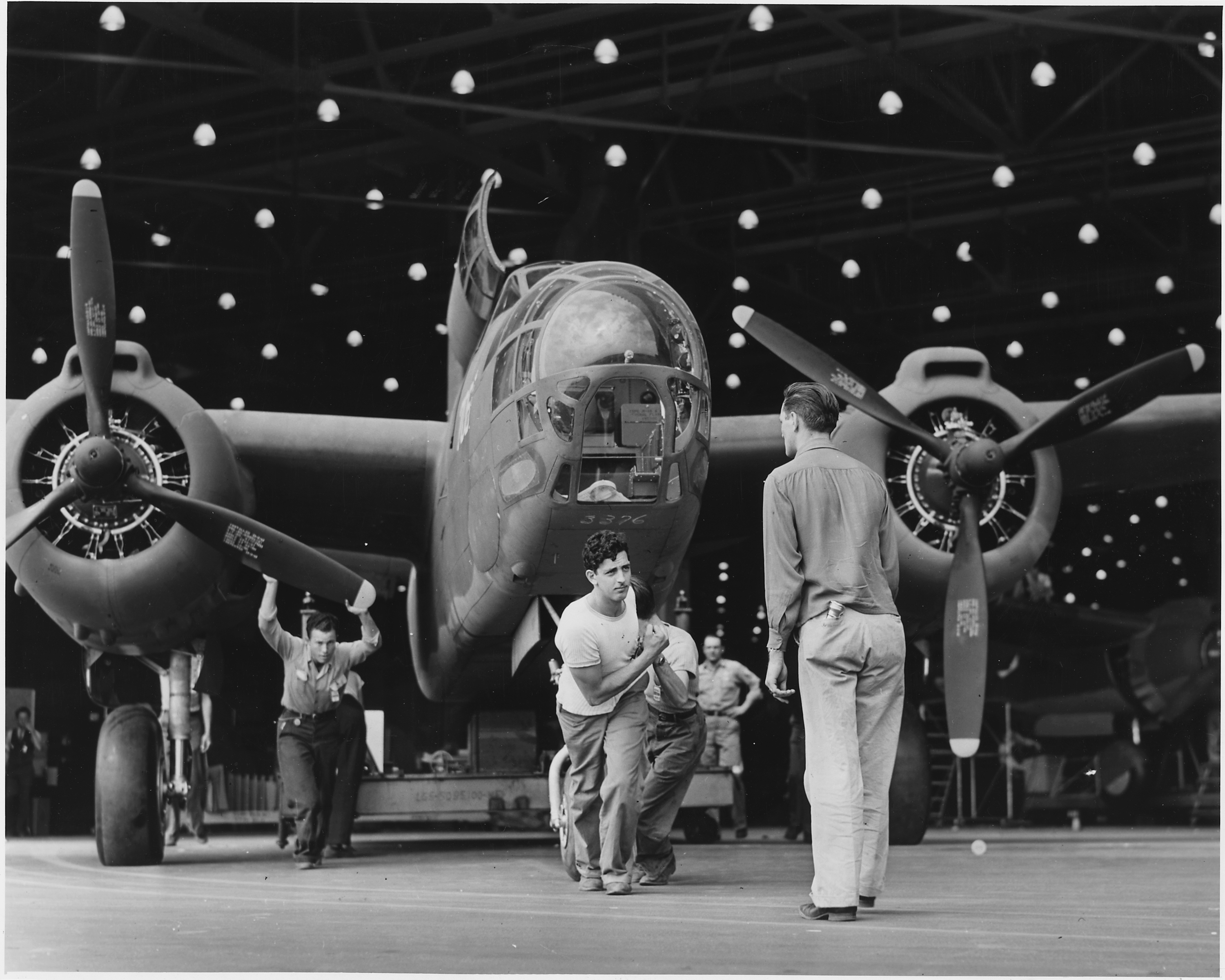
Douglas A-20 Havoc, Douglas Aircraft Company, Long Beach, Californie. Octobre 1942

Cet article traite de l'industrie aérospatiale en Californie.

## Les pionniers

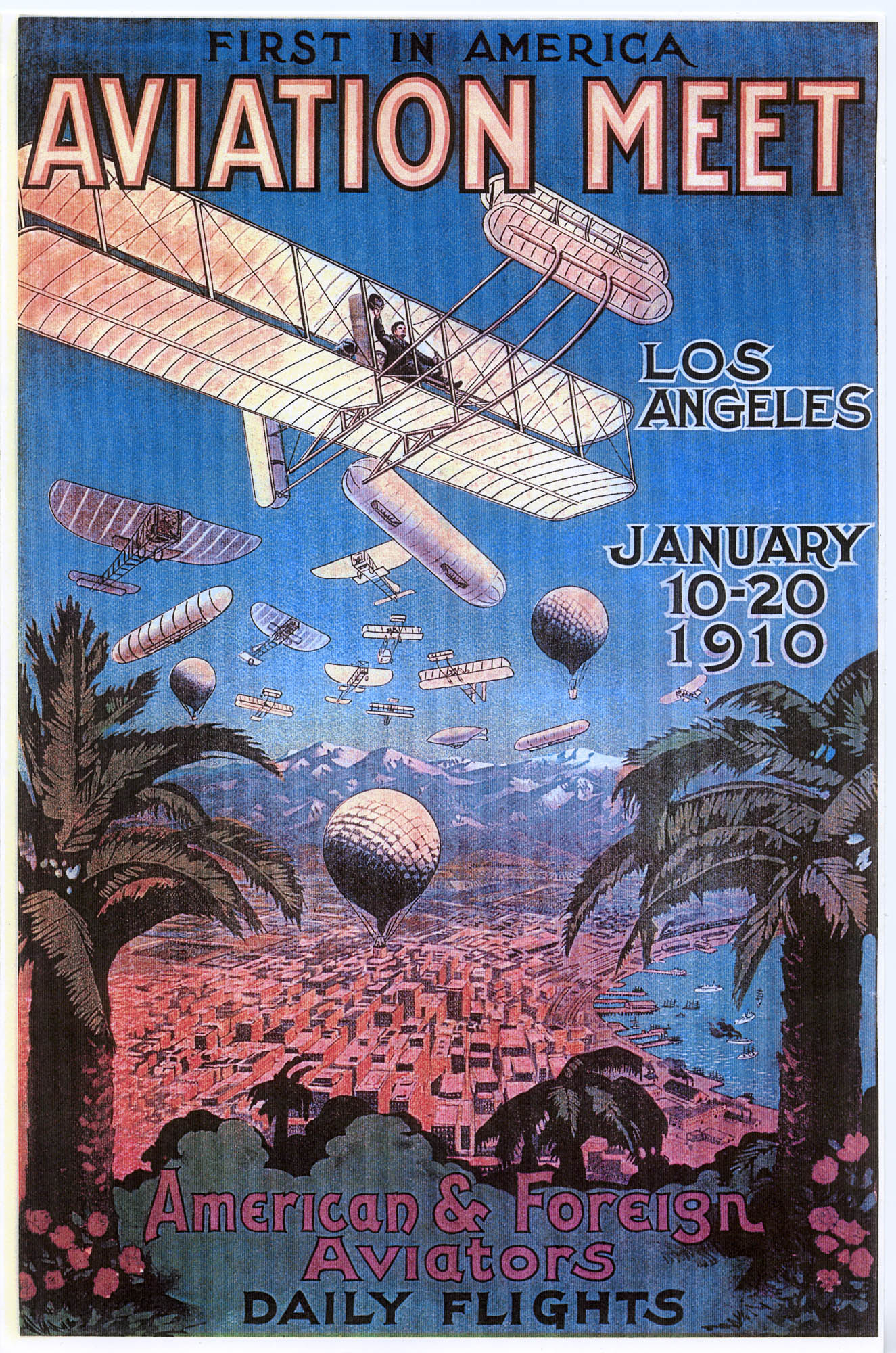
Poster du premier meeting aérien en Californie en 1910.

La première histoire de l'aéronautique en Californie du Sud est émaillée de triomphes et d'échecs auxquels sont attachés les noms de Archibald Hoxsey et d'autres. Dans les années 1880, John Joseph Montgomery, originaire de Yuba City, en Californie, avait fait des expériences dans une série de planeurs à Otay Mesa près de San Diego, en Californie. Ces avancées indépendantes sont survenues après des vols planés par des pionniers européens tels que George Cayley en Angleterre (1853) et Jean-Marie Le Bris en France (1856). Bien que Montgomery n'ait jamais revendiqué de premières, ses expériences de vol à voile des années 1880 sont considérées par certains historiens et organisations comme les premiers vols contrôlés d'une machine volante plus lourde que l'air en Amérique, ou dans l'hémisphère occidental, selon la source. 
En 1910 Los Angeles accueille le premier spectacle aérien international du pays et le deuxième au monde, le Los Angeles International Air Meet ; un quart de million de personnes y passent dix jours à observer les toutes nouvelles technologies et à regarder des aviateurs célèbres se produire. On dit qu'au Los Angeles International Air Meet, un enthousiaste de l'aviation, William E. Boeing, n'a trouvé aucun pilote pour lui faire effectuer son baptême de l'air. Le bassin de Los Angeles était l'endroit idéal pour que s'y développe l'industrie aérospatiale: du beau temps permettant d'effectuer des tests toute l'année et à l'époque des paysages ouverts pour les aérodromes. Le paysage autrefois agricole devint industriel et suburbain alors que les aérodromes étaient entourés d'usines aéronautiques et de logements pour les employés. Certaines terres sacrées des tribus autochtones de la région, comme les Chumash, furent englouties par les bases de l'armée de l'air et les champs d'essai, malgré leurs protestations. 
La première main-d'œuvre de l'industrie, principalement composée des nantis de l'Est des États-Unis et de la classe moyenne du Midwest, refléta et renforça à la fois la politique conservatrice de la région. En outre, les bases militaires locales et le travail du gouvernement appela au secret, ce qui a encore renforcé les idéaux conservateurs en limitant la surveillance, la collaboration et l'examen par des pairs.

## Première industrie
L'industrie aéronautique aux États-Unis depuis les années 1920 jusqu'à la Seconde Guerre Mondiale, va connaître en une trentaine d'années un développement extraordinaire que même la Grande Dépression ne parviendra pas à briser, et va très vite présenter les caractères de la grande industrie moderne : capitaux importants, rôle prépondérant des services de recherches et des bureaux d'études, outillage considérable, personnel qualifié. Quelques faits significatifs sont à noter dans l'évolution de l'aéronautique en Californie du Sud:
La Alco Hydro-Aeroplane Company est créée à San Francisco le 19 décembre 1912 par les frères Allan et Malcolm Loughead. En 1916, la société est rebaptisée Loughead Aircraft Manufacturing Company et déménage à Santa Barbara ; la même année, Jack Northrop, 20 ans, résident de Santa Barbara, y prend son premier emploi dans l'aviation en tant que dessinateur. Le Loughead F-1 (en) sort des ateliers en 1918, suivi du Loughead S-1 en contreplaqué moulé. Cependant, le prix demandé pour ce dernier, de 2 500 $, ne pouvait pas rivaliser sur un marché saturé par les surplus de la Première Guerre mondiale, notamment les Curtiss JN-4 à 350 $ et les avions d'entrainement de Havilland. Cette première entreprise ferme ses portes en 1921. En 1926, utilisant désormais l'orthographe phonétique de leur nom, les frères Loughead fondent la Lockheed Aircraft Company qui ouvre une usine à Hollywood, pour commencer la production d'un monoplan monomoteur à aile haute cantilever, le Lockheed Vega qui sera un succès. Cette entreprise incorporée par la DAC fait faillite des suites de la crise de 1929, mais elle est recréée aussitôt par quelques investisseurs. Lockheed Aircraft deviendra le principal fournisseur de la Royal Air Force britannique ; à la fin de la Seconde Guerre mondiale, elle comptera plus de 60 000 employés.
En 1920, Harry Chandler persuade Donald Wills Douglas, Sr. d'ouvrir une entreprise dans la région. La société est fondée sous le nom de Douglas Company le 22 juillet 1921 à Santa Monica, en Californie, par la dissolution de la Davis-Douglas Company; elle loue d'abord des installations dans un studio de cinéma abandonné à Santa Monica. L'une de ses premières revendications de gloire a été la première circumnavigation du monde par voie aérienne dans des avions Douglas en 1924. En 1923, l'US Army Air Service s'intéressait à la réalisation d'une mission visant à faire le tour de la Terre pour la première fois par avion, un programme appelé « World Flight » . Le succès du Douglas World Cruiser (un Douglas DT modifié pour répondre aux besoins de l'armée, prélevés sur les chaînes de montage des usines de fabrication de la société à Rock Island, dans l'Illinois, et à Dayton, dans l'Ohio) établit la Douglas Aircraft Company parmi les principales compagnies aéronautiques au monde et l'amène à adopter la devise « First Around the World - First the World Around ». En cinq ans, la société construit environ 100 avions par an. Parmi les premiers employés de Douglas figurent Ed Heinemann, James H. Kindelberger, Carl Cover (en) et Jack Northrop, qui fondera plus tard la Northrop Corporation à El Segundo (qui devient une division de Douglas Aircraft, une seconde entreprise est fondée à Hawthorne). La société conserve son marché militaire et se développe alors dans les avions amphibies à la fin des années 1920, déplaçant également ses installations à Clover Field, Santa Monica. Le 30 novembre 1928, la société est réorganisée sous le nom de Douglas Aircraft Company et va devenir l'un des principaux fabricants d'avions aux États-Unis. Le complexe de Santa Monica était si vaste que les postières utilisaient des patins à roulettes pour livrer le courrier intra-entreprise. À la fin de la Seconde Guerre mondiale, Douglas aura des installations à Santa Monica, El Segundo, Long Beach et Torrance, Tulsa et Midwest City, Oklahoma et Chicago, Illinois.
Dans les années 1920, Jack Northrop ouvre sa première compagnie d'avions à Los Angeles, mais qui fusionne avec d'autres entreprises. Il crée une autre entreprise en 1939, « Northrop Corporation » à proximité de Hawthorne, en Californie, un site loué par le cofondateur Moye Stephens. La société se classe 100e parmi les sociétés américaines pour la valeur des contrats de production militaire de la Seconde Guerre mondiale.
La Hughes Aircraft Company de Howard Hughes est fondée en 1932, et commence dans un hangar loué à Burbank, pour finalement englober 1 300 acres à la périphérie de Culver City. Hughes Aircraft est fondée pour construire l'avion record de vitesse mondial H-1 Racer de Hughes. Les études de conception commencent en 1934 avec un modèle réduit précis qui est testé dans la soufflerie du California Institute of Technology, révélant un potentiel de vitesse de 580 km/h. La société déménage à Culver City, en 1940 et commence la fabrication de pièces d'avion en tant que sous-traitant. Pendant la Seconde Guerre mondiale, la société construira plusieurs prototypes d'avions à l'aéroport de Hughes (en) , comprenant le Hughes H-4 Hercules, le H-1 racer, le D-2 (en) et le XF-11. Cependant, les hangars de l'usine à l'aéroport de Hughes, emplacement de l'actuelle Playa Vista dans le Westside de Los Angeles, sera principalement utilisés comme succursale pour la construction des conceptions d'autres entreprises. Pendant la guerre, la société obtiendra des contrats pour la construction de trains d'atterrissage de B-25, de canons centrifuges et de goulottes d'alimentation de mitrailleuses. Hughes, avec la Seconde Guerre mondiale tentera de transformer son industrie en un important constructeur d'avions militaires ; cependant, ses projets militaires initiaux devront être revus à la baisse, avec à la clé une enquête du Sénat très médiatisée. L'armée américaine par conséquent hésitera à attribuer de nouveaux contrats d'avions à Hughes Aircraft, incitant la nouvelle direction installée à la fin des années 1940 à rechercher plutôt des contrats pour des systèmes de contrôle de tir et des missiles guidés, qui étaient alors de nouvelles technologies. L'entreprise est rapidement devenue un leader de cette industrie. Au début de la guerre, Hughes Aircraft n'avait que quatre employés à temps plein - à la fin, le nombre était de 80 000 ,.
Le déménagement de North American Aviation, plus tard Rockwell International, à Inglewood en 1935 a achevé de solidifier la région en tant que centre de production d'avions.
En 1928, plus de 20 fabricants de cellules et de moteurs d'avions étaient situés en Californie du Sud. De plus, Los Angeles utilisait alors des avions pour le transport en commun, ouvrant 53 terrains d'atterrissage à moins de 30 miles de l'hôtel de ville de Los Angeles. L'un d'entre eux, Mines Field, deviendra le LAX.
Le succès de ces entreprises est dû en partie à une multitude de talents techniques, diplômés du California Institute of Technology, qui avait créé une école d'aéronautique et un laboratoire de recherche associé au début des années 1920. Plus tard, Theodore Von Karman, à la tête de Caltech mettra l'accent sur la coopération avec l'industrie aéronautique. Une des raisons principales aussi réside dans le fait que les entreprises sont largement épargnées par les défis du New Deal, et ses prérogatives managériales en matière de travail. Les entreprises aéronautiques en Californie payaient des salaires de 20 à 40% inférieurs à la moyenne nationale de l'industrie. Le Southland est à l'époque du New Deal, largement connu comme le « white spot of the open shop »,,

## Migration vers l'Ouest

Taux de chômage aux États-Unis de 1910 à 1960, avec les années de la Grande Dépression (1929-1939) mises en évidence. Les données en bleu émanent du Bureau of Labor Statistics

Depuis les années 1920, une partie de la population américaine s'était déplacé vers l'Ouest. Dans les années 1930, le Dust Bowl, combiné à la Grande Dépression, après le krach de 1929, a poussé des milliers de fermiers sur la Route 66, à l'époque l'axe principal est-ouest du pays. Le New Deal qui est mis en place par Franklin Delano Roosevelt après sa victoire éclatante de 1933, qui consacre l'interventionnisme de l'État, formalisé pour les entreprises dans le National Industrial Recovery Act et accroit le pouvoir des syndicats ne sera pas accueilli favorablement par la Californie.
Aux États-Unis, les obstacles à l'efficacité des syndicats étaient assez redoutables, mais dans le sud de la Californie, ils l'étaient particulièrement. Sous la direction de Harry Chandler, éditeur du Los Angeles Times, une culture belliqueuse antisyndicale s'épanouit. Les groupes d'employeurs bien financés et inhabituellement cohésifs, vont combattre les syndicats sans pitié avec l'aide de la police et des tribunaux. Un tel pouvoir, combiné à une riche offre de travailleurs de passage désœuvrés, a permis l'essor de l'aéronautique. À Seattle (dans le Nord-Ouest), la Boeing Air-plane Company va persévérer malgré la dépression, des masses salariales relativement élevées et une relation paralysante avec le Congrès et le département de la Guerre. Mais d'autres compagnies comme North American Aviation de Baltimore ou Consolidated Air-craft de Buffalo vont déménager dans le « Southland », rejoignant les sociétés aéronautiques Douglas, Lockheed et Vultee et la Northrop Corporation (une filiale de Douglas) à Los Angeles. La culture d'entreprise anti-ouvrière du sud de la Californie va être confrontée à de nouveaux défis et limites à mesure que les années 1930 se déroulaient. Mais à ce moment-là, les constructeurs d'avions, menés par Donald Douglas, avaient établi une emprise durable sur le pays.
Boeing et les entreprises de la Californie du Sud domineront la fabrication d'avions de guerre pendant la Seconde Guerre mondiale, car les grands contrats de l'armée et de la marine vont les transformer d'un groupe dispersé de fabricants mineurs, en une industrie employant près d'un quart de million de travailleurs en 1941 et un demi-million en 1944.

## 1938 - Henry Harley Arnold
Dans un rapport de Henry Harley Arnold de 1936, il avait été noté qu'il existait une pénurie aiguë d'avions d'entraînement pour former le nombre de pilotes nécessaire à un programme militaire équilibré. Après que le GHQ Air Force ait été subordonné au commandant de l'Air Corps en mars 1939, Arnold s'est arrangé pour que l'entraînement des pilotes soit une priorité. Après la formation, c'est la R&D qui a bénéficié d'une attention particulière. De septembre 1938 jusqu'à sa mort en 1950, Hap Arnold, d'abord major général (le 29 septembre 1938 avec sa nomination à la tête de l'Air Corps) pour terminer General cinq étoile, a placé au premier plan de ses efforts de commandement la recherche et le développement. En 1938 de nombreux projets d'aviation militaire étaient à l'étude à la fois à Wright Field et à l'installation NACA de Langley Field, en Virginie. Beaucoup de ces projets étaient liés au bombardier lourd quadrimoteur B-17, tout nouveau mais qui luttait pour exister.
Pour aider le processus d'accélération de la R&D dirigé par Arnold, le Laboratoire d'aéronautique Guggenheim du California Institute of Technology (GALCIT) et le MIT ont envoyé des représentants à la réunion de la Académie nationale des sciences (NAS) de novembre 1938. En raison de son association précédente avec Caltech, Arnold savait que le GALCIT de von Kármán avait déjà démontré la pertinence de la technologie des fusées. Vannevar Bush et Jerome Hunsaker, tous deux du MIT, ont rejeté ouvertement le programme de décollage assisté par fusée. Bush expliqua à Robert Millikan de Caltech et à von Kármán qu'il n'avait jamais compris comment « un ingénieur ou un scientifique sérieux pouvait jouer avec des fusées ». Cette opinion était répandue parmi les scientifiques à cette époque. Ce fut William F. Durand (en) du NACA qui convainquit Bush de l'efficacité du projet. Dix-huit mois plus tard, Bush, en tant que chef de la NACA, avait offert son aide à Caltech pour trois programmes distincts assistés par fusée, deux pour l'armée et un pour la marine. L'attitude condescendante de l'élite du MIT n'a pas plu à Arnold, et à partir de cette réunion, il a considéré Bush comme moins tourné vers l'avenir que Millikan et von Kármán. C'est après sa rencontre au NAS qu'Arnold a officiellement commencé son association avec von Kármán. Un projet, connu sous le nom de projet GALCIT n°1, a été créé par von Kármán et Frank Malina, existe toujours jusqu'à nos jours sous le nom de Jet Propulsion Laboratory.
Arnold continuera d'entretenir des contacts avec les scientifiques et des ingénieurs, formant des alliances qui se plaçaient au-dessus de toutes les autres; la science et de la technologie sont devenus un élément central de l'Army Air Corps. Arnold a introduit George Marshall auprès des scientifiques, qui lorsqu'il est devenu chef d'état-major de l'armée en juillet 1939, est devenu un ardent défenseur de l'Air Force pendant la Seconde Guerre mondiale, en grande partie grâce à l'éducation à la puissance aérienne dispensée par Frank Andrews et Arnold.

## Caltech
Avant la Première Guerre mondiale, le Throop College of Technology, l'ancêtre de Caltech, était un bâtiment unique qui produisait chaque année une dizaine d'ingénieurs. Il était dotée d'un conseil d'administration dévoué composé de riches hommes d'affaires de Pasadena et du Grand Los Angeles, des magnats du bois (Arthur H. Fleming (en)), et des hommes d'affaires dans les domaines de la banque, du pétrole, de l'immobilier et de l'énergie électrique. La combinaison incongrue d'un astronome et d'hommes d'affaires locaux au conseil d'administration de Throop va s'avérer particulièrement efficace pour le développement de l'institution: l'astronome George Ellery Hale, membre du conseil d'administration de Throop après 1907, avait le désir d'avoir un centre de recherche scientifique au pied du mont Wilson, pour accroitre les travaux de son observatoire (aujourd'hui l'Observatoire du Mont Wilson). Hale envisagea un vaste triangle scientifique et culturel autour de l'Observatoire, de l'Institut et de la Huntington Library.
Hale attire rapidement son vieil ami , le chimiste Arthur Amos Noyes. À cette époque, Hale et les administrateurs de Throop avaient formulé leurs ambitions de faire de Throop, le MIT de l'Ouest, un centre scientifique et technologique étroitement lié aux industries de la Californie du Sud. En 1920, à la suggestion de Noyes, le nom de l'école a été changé en California Institute of Technology. Tout a été ensuite fait pour accueillir le physicien Robert Andrews Millikan. Millikan possédait les références scientifiques, les qualités personnelles et le réseau de contacts nécessaires pour amener Caltech au premier plan de la science américaine. Avec trois des meilleurs scientifiques du pays, Caltech en 1921 est soudainement devenu l'un des centres importants de la science américaine ; avec une faculté permanente ou invitée qui comprendra Einstein, Millikan, Michelson, von Kármán, Oppenheimer, Dobzhansky, Pauling et Noyes, Caltech pourra affirmer sa prééminence dans le monde de la physique,.
Caltech mettra l'accent sur les sciences fondamentales; la recherche fondamentale et la formation scientifique, débouchant sur des découvertes dans les matières pratiques aussi bien que dans la science pure ; ces découvertes pratiques procurant des avantages tangibles pour le développement des industries du la Californie du Sud. Cette orientation en forme de credo s'avérera une justification puissante pour lever les fonds dont Caltech avait besoin pour se développer. La bienveillance de Caltech pour l'industrie privée créera dans la communauté des affaires de Californie du Sud un climat qui les rendra enclins à soutenir la science fondamentale. Millikan, avec l'aide des administrateurs les plus éminents de Caltech par la suite imaginera le moyen d'élargir sa base de partisans : le California Institute Associates fondé par Millikan, réunira au bout d'un an une centaine de riches Californiens du Sud, et deviendra un important pourvoyeur de fonds.
Dans la vison de Millikan, la Californie du Sud était devenue ce qu'était l'Angleterre deux siècles plus tôt, un paradis caucasique, « l'avant-poste le plus occidental de la civilisation nordique »; avec « l'opportunité exceptionnelle » d'avoir « une population deux fois plus anglo-saxonne que celle à New York, Chicago ou tout autres grandes villes du pays »,. Cette vision suprématiste aryenne comme le dit l'historien Mike Davis a probablement réchauffé le cœur de ses auditeurs au sein du California Institute Associates qui comme lui étaient des républicains conservateurs de types Taft-Hoover. Anti New Deal, Millikan aussi fréquemment invoquera Herbert Spencer.
Pourtant, le soutien privé à la recherche scientifique s'est effondré pendant les années de la Grande dépression. Millikan a concilié son antiétatisme avec les besoins financiers de Caltech en faisant exception pour la recherche militaire, un partenariat fédéral qui rapportera 80 millions de dollars à Caltech pendant les années de guerre. Le financement « sans fond » qu'Hap Arnold mettra à disposition aidera Caltech à maintenir son statut de principale université aéronautique du pays.
Caltech coopérera étroitement avec des entreprises privées sans compromettre ses programmes scientifiques. Caltech est devenu la plaque tournante à partir de laquelle des installations de recherche public-privé ont vu le jour, notamment le Jet Propulsion Laboratory, Hughes Aircraft (le centre mondial de l'électronique aéroportée), l'Air Force's Space Technology Laboratory, Aerojet General (une spin-off de ce dernier) et le Rand Institute, etc. Nulle part ailleurs aux États-Unis, les idées et l'argent ne circuleront aussi librement entre les entreprises, les laboratoires et les salles de classe. L'industrie aéronautique pourra compter sur le Laboratoire d'aéronautique Guggenheim (GALCIT) pour tester ses avions. Daniel Guggenheim avec Millikan avaient convaincu Theodore von Kármán d'émigrer aux États-Unis et de devenir directeur du GALCIT. Le NACA érigera par la suite le Ames Research Center à Sunnyvale, en Californie, en partie pour combler le fossé de plus en plus large qui s'était formé entre le NACA et le GALCIT.
Caltech s'est frottée à Hollywood, et à un ensemble hétéroclite mystique, de charlatans, superscientifiques, rosicruciens, théosophes, satanistes et fondamentalistes religieux qui foisonnaient en Californie du Sud. Il n'était pas rare qu'Albert Einstein donne une conférence à Caltech, tandis qu'à quelques rues de là, Aimee Semple McPherson chassait le diable devant sa congrégation de Pasadena. Fils d'un prédicateur congrégationaliste, Millikan a surenchéri en affirmant qu'il n'y avait pas de contradiction entre la vraie science et la « vraie religion » (chrétienne), si bien que quand il en a eu fini avec la science et la religion, dit Morrow Mayo, elles étaient tellement liées l'une à l'autre « qu'un avocat de Philadelphie ne pourrait jamais les démêler ». Russell Miller (en) a établi l'histoire de la scientologie commençant à Caltech: l'Agape Lodge tomba en 1939 sous le patronage et la direction de Jack Parsons, jeune aristocrate de Los Angeles et pionniers de la propulsion spatiale de Caltech (plus tard fondateur du Jet Propulsion Laboratory). L'Agape Lodge, une branche de l'Ordo Templi Orientis, une confrérie de magiciens et d'espions d'origine allemande qui était tombée sous le charme d'Aleister Crowley, depuis les années 1930 détournait secrètement les Pasadéniens par des amusements de la nécromancie sexuelle. Après son travail dans les laboratoires de Caltech, Parsons retournait la nuit dans son manoir d'Orange Grove pour effectuer des rituels blasphématoires sous la direction à longue distance de Crowley; il a continué de cette manière jusqu'en 1945. Parsons était également un fan dévoué de science-fiction, lorsqu'il tomba sur L. Ron Hubbard, futur fondateur de la scientologie, que Parsons a incorporé dans ses rituel en tant qu'invité et apprenti sorcier. La dramaturgie occulte de Parson se déploiera plus tard dans les aspects performatifs de la scientologie. La fin de Parson sera tragique,.

## Vers un complexe militaro-industriel américain
Pendant la Première Guerre mondiale, George Ellery Hale avait été principal organisateur du National Research Council (NRC) en 1917, pour soutenir la mobilisation de guerre de Woodrow Wilson. Le NRC réunissant les principaux physiciens du pays, les ingénieurs en chef de l'armée et les chefs de sociétés à vocation scientifique comme AT&T et GE. Son objectif était de rassembler l'expertise scientifique pour les besoins industriel nationaux, spécifiquement pour défendre le pays ou le préparer à la guerre,,.
L'existence d'un complexe militaro-industriel américain a été mis en relief dans l'après-guerre froide, alors que l'on parlait de crise de l'armement. : au-delà de la crise industrielle qu'elle sous-tendait, elle impliquait aussi pour les États-Unis une crise structurelle profonde de la société américaine.
Le complexe militaro-industriel américain pourrait trouver son origine dans l'organisation du pouvoir après la guerre de Sécession. Le milieu des affaires a fait ses choux gras de la guerre, festin qui s'est poursuivi sur le même modèle jusqu'en 1914. Woodrow Wilson en 1914 avait fait mine de vouloir rester en dehors du conflit ; une fois lancée dans la guerre, l'Amérique produisit de nouveau pour suppléer aux économies européennes. La production d'armement fut encadrée par le NRC, que l'historien Mike Davis qualifie d'« embryon du complexe militaro-industriel ». L'Amérique libérale a étonnement trouvé son intérêt dans cette forme de planification d'État à priori anti-business. C'est devenu le modèle de collaboration régionale que Hale a voulu établir autour de Caltech, et dont l'émanation ultime était l'industrie aérospatiale de Los Angeles.
Pour se développer le complexe militaro-industriel américain s'est approprié le mythe lié à l'aéronautique naissante qui se développe en Californie du Sud, particulièrement à Los Angeles et San Diego. L'aviation à partir de la Première Guerre mondiale y est devenu un business rependu. Caltech a réussi à y fédérer la recherche, et le monde des affaires. Les exploits des aviateurs et explorateurs, sponsorisés par les grandes sociétés, sont devenus un des symboles des Roaring Twenties. L'exploit de Charles Lindbergh, en 1929 va définitivement lancer l'Amérique dans les airs. La guerre achèvera la mise en place du complexe grâce à l'intervention des militaires.
L'importance du complexe militaro-industriel était devenu à ce point important que lorsque Dwight D. Eisenhower a quitté la Maison-Blanche à la fin de son second mandat, il s'en est inquiété. Son discours d'adieu du 17 janvier 1961 est resté fameux ; il y décrit l'influence totale — économique, politique, et même spirituelle — d'une immense communauté militaire et d'une puissante industrie d'armement, ressentie à tous les niveaux du pouvoir.
Hollywood ne fut pas étrangère au développement du mythe.

## Hollywood
L'industrie de l'entertainment californienne qui se perpétue jusqu'au XXIe siècle fait oublier qu'au XXe siècle, l'industrie aéronautique s'imposait à la même hauteur si ce n'est plus. Le bassin de Los Angeles favorisé par son climat, apparaitra comme l'endroit idéal pour que s'y développe les deux industries. Entre 1915 et 1930, Hollywood, petit faubourg situé à cinq kilomètres au nord du downtown de Los Angeles, devient le centre de la production cinématographique des États-Unis. Hollywood au travers de ses stars va façonner de manière universelle la compréhension que l'on a la notion de célébrité. Certains pilotes comme Amelia Earhart seront des stars. Certains nababs comme Howard Hughes règneront sur les deux univers. Les deux univers que tout semble opposer — l'un aimant le secret et l'autre aimant entendre parler de lui— vont se mêler, s'alimentant l'un l'autre.
Le général commandant de l'Air Corps et plus tard de l'USAAF Henry H. « Hap » Arnold pensait que la formation d'une entité cinématographique indépendante contribuerait à l'indépendance de l'Air Corps. Lorsque les États-Unis sont entrés dans la Seconde Guerre mondiale en décembre 1941, l'Air Corps faisait partie de la United States Army et la production de films était sous la responsabilité de l'Army Signal Corps. Une préoccupation immédiate du début de la guerre était aussi la pénurie critique de pilotes et de recrues. Lors d'une réunion en mars 1942, Arnold chargea le chef de Warner Bros., Jack L. Warner, le producteur Hal Wallis et le scénariste Owen Crump de créer la First Motion Picture Unit (en). Warner a été nommé lieutenant-colonel et Crump capitaine mais Wallis, qui était alors sur la production de Casablanca, n'a pas accepté l'offre. Arnold a dit à Warner qu'il avait besoin de 100 000 pilotes, et il a passé un contrat avec Warner Bros pour produire et sortir un film de recrutement, « Winning Your Wings (en) » de John Huston, mettant en scène James Stewart. L'engagement de Warner dans l'effort de guerre était irréprochable ; ayant mis en garde contre les nazis pendant des années, il était déterminé à voir Hitler écrasé le plus rapidement possible. Arnold et Warner présideront à leur destins mutuels respectifs: Warner donnera à Arnold et à l'USAAF un avantage dans la compétition pour les ressources qui est devenue un aspect central de la politique de l'effort de guerre ; Arnold et l'armée veilleront à ce que l'industrie cinématographique soit classée comme essentielle à la lutte de la nation contre le fascisme. Des acteurs vétérans tels que Clark Gable, William Holden, Clayton Moore, Ronald Reagan et DeForest Kelley, et des réalisateurs tels que John Sturges serviront dans la First Motion Picture Unit qui produira finalement 400 films de propagande et de formation pour l'USAAF.
James Stewart ne se cantonnera pas à un rôle de figurant ; avec Leland Hayward il fondera plusieurs écoles d'entraînement de pilote. Heyward est l'agent artistique de James Stewart, mais aussi de plusieurs acteurs et artistes en vue de Hollywood, on parle de Fred Astaire, Boris Karloff, Judy Garland, Ginger Rogers, ainsi que Henry Fonda et William Wyler, les précédents maris de sa seconde femme Margaret Sullavan ; c'est est aussi un pilote confirmé, d'après le pilote Lewin Barringer propriétaire d'un Howard cinq places ; il est aussi administrateur de la TWA et propriétaire de la Southwest Airways. Sollicité bien avant la guerre par l'armée pour le programme d'entraînement de pilotes civils initié par Arnold, Hayward a formé avec James Stewart la Southwest Airways ; et pressé par son ami Hap Arnold, les Thunderbird Field No. 1, Thunderbird Field No. 2 (en) et Falcon Field, pour y former des pilotes. Les initiatives de Hayward sont financée par le tout Hollywood: James Stewart d'abord, les producteurs de cinéma, William Goetz, Darryl Zanuck et Gilbert Miller (en), ainsi que les acteurs Henry Fonda, Cary Grant, Dorothy McGuire, Ginger Rogers ensuite. Parce que lié à Hollywood, les pilotes pouvaient dans les bases d'entraînement côtoyer les stars: le Earl Carroll Theatre (en) avait ses habitudes à Thunderbird Field ; et inévitablement un film y sera tourné : Thunder Birds de William A. Wellman en 1942 avec Gene Tierney : beaucoup de pilotes joueront leur propre rôle dans le film; ne pouvant être payé par un salaire à cause de leur engagement militaire, ils se verront offrir par la Century Fox, une piscine sur le site de Thunderbird. Les terrains d'entrainement draineront les apprentis pilotes de 24 nations.
Cible potentielle de l'aviation japonaise, pour assurer la sécurité des travailleurs dans des usines de la taille de plusieurs terrains de football, la Walt Disney Company a été sollicitée pour camoufler certaines usines depuis les airs, en construisant de faux villages sur les toits ; des filets parachevaient l'illusion. Disneyland est devenu à bien des égards un sous-produit et une publicité pour l'industrie aéronautique et aérospatiale. L'aérospatiale a également modifié à jamais la géographie et l'architecture de Los Angeles, avec de nouveaux quartiers — Burbank autour de Lockheed, Santa Monica autour de Douglas Aircraft, Inglewood et Hawthorne autour de Northrop — et de nouveaux styles architecturaux, tels que les Space Age et Googie.

## Décembre 1941

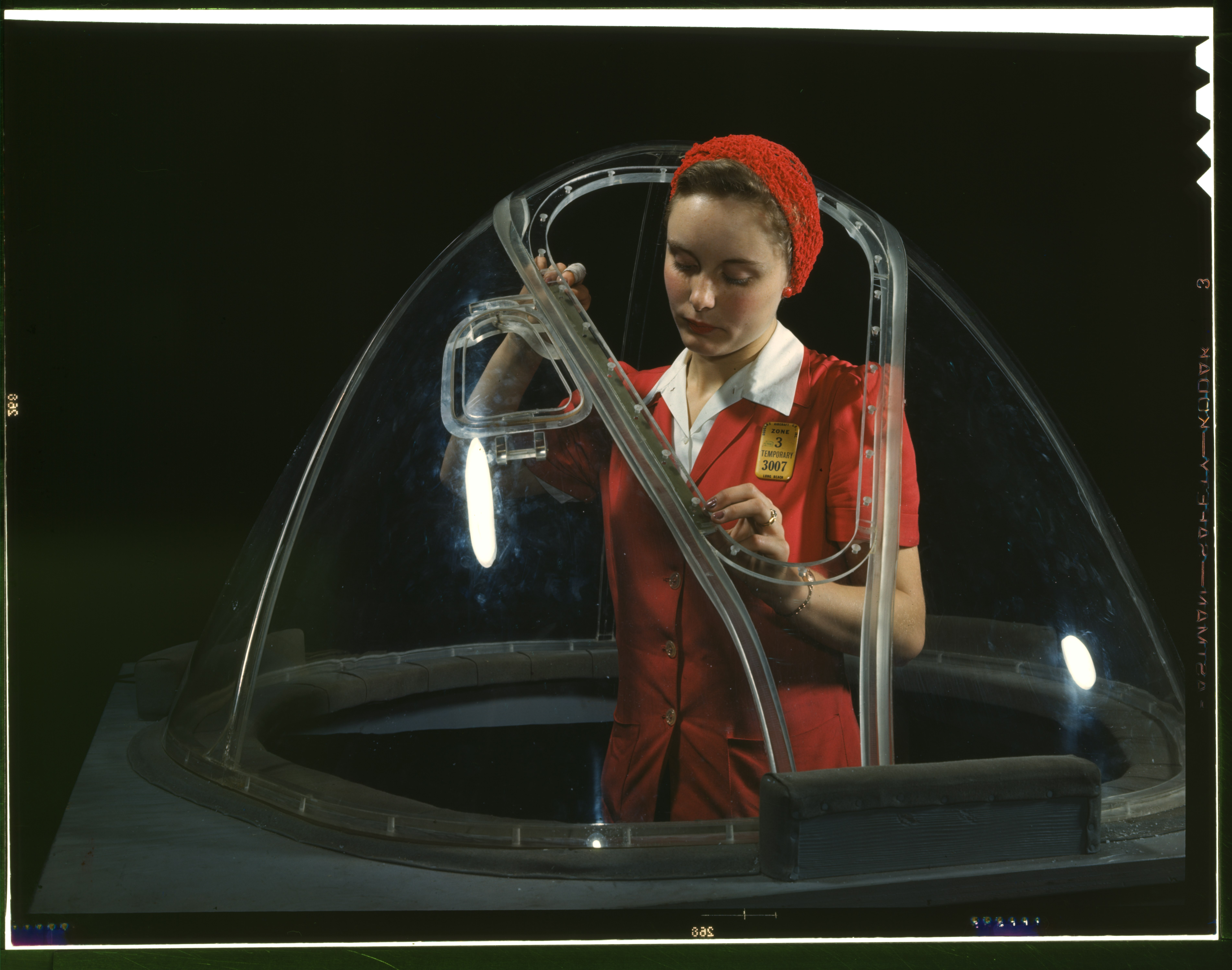
Touche finale sur la section avant d'un bombardier de la marine B-17F de Boeing, dans les usines de la Douglas Aircraft Company Long Beach, Californie.

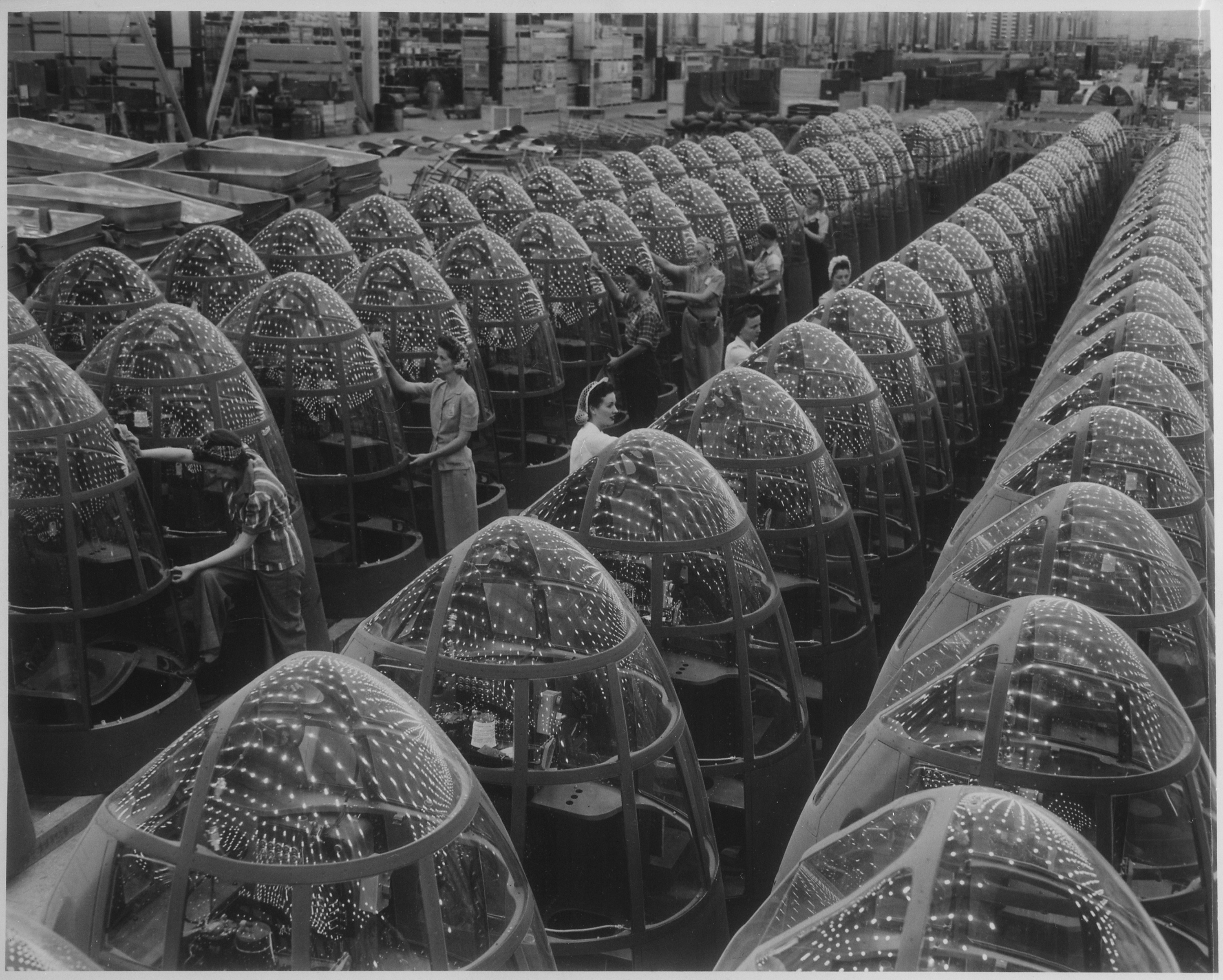
Stars over Berlin and Tokyo will soon replace these factory lights reflected in the noses of planes at Douglas Aircraft's Long Beach, Calif., plant. Women workers groom lines of transparent noses for deadly A-20 attack bombers.. Nez de Douglas A-20 Havoc

Après l'attaque de Pearl Harbor, le 7 décembre 1941, et l'entrée en guerre de l'Amérique, il y a eu une construction rapide de nouvelles bases militaires, aérodromes, camps d'entraînement et autres installations militaires. Les nouveaux projets de construction militaire et les industries de guerre émergentes en Californie vont attiré des dizaines de milliers de travailleurs de toute l'Amérique. Après la guerre, beaucoup resteront en Californie, d'autres s'en retourneront dans leur pays d'origine. Les villes, dont celles à côté des installations militaires et industrielles, vont se développer et voir un accroissement de leur économie. La population de la Californie en 1940 était de 6 907 387, en 1950, elle était passée à 10 586 223, soit une augmentation de 53,3 %.
Avec la pénurie de main-d'œuvre, de nombreuses femmes vont entrer sur le marché du travail dans le secteur de la fabrication et dans d'autres emplois occupés par les hommes par le passé. À mesure que les usines ajoutaient plus de quarts de travail, une variété de magasins et de services accroitront leurs heures d'ouverture. Pour retenir les travailleurs, certaines entreprises vont augmenter leurs avantages sociaux.
Dans les usines, un quart de travail comptait 30 000 personnes travaillant un quart de huit heures, puis 30 000 autres arrivaient ; le travail se faisait 24 heures sur 24 en quarts de huit heures. 100 000 travailleurs par jour entraient et sortaient des usines camouflées parce que cibles potentielles du Japon. Toutes la côte était hérissée de batteries anti-aérienne sur le qui-vive en permanence (le 25 février 1942, la DCA ouvrira le feu pendant plusieurs heures, en réponse au repérage de plusieurs objets volants non identifiés dans le ciel de Los Angeles. L'événement a été appelé bataille de Los Angeles). La nuit, toute la ville de San Diego était cachée sous un auvent; à l'exception des signaux maritime vers et depuis les navires en mer, San Diego était pratiquement sans lumière, et pas seulement pendant les black-out. De l'autre côté de l'embouchure du port, entre North Island et Ballast Point, la marine a tendu un filet sous-marin, et un autre plus à l'intérieur des terres. Ceux-ci étaient levés et abaissés selon l'occasion. Par exemple, chaque matin au lever du jour, les filets étaient abaissés pour permettre les sorties autorisées. Pratiquement tout le trafic civil, à l'exception des bateaux de pêche, a disparu du port. Le Los Angeles Times a affirmé« of all Southern California cities, the atmosphere of war most extensively pervade San Diego ».
L'exploitation minière, le gaz naturel et la production de pétrole qui étaient des industries actives en Californie avant la Seconde Guerre mondiale, vont rapidement s'accroitre pour soutenir l'effort de guerre. À l'instar de la Première Guerre mondiale, les mines et les villes minières vont reprendre vie grâce à une augmentation de la demande d'or, de cuivre et d'argent. La production pétrolière californienne va doubler, l'industrie du caoutchouc synthétique créée en Californie et la production agricole californienne vont presque tripler,. Les matières premières également vont être expédiée en Californie par le prêt-bail des alliés.

## Industrie aérospatiale californienne durant la Seconde Guerre mondiale

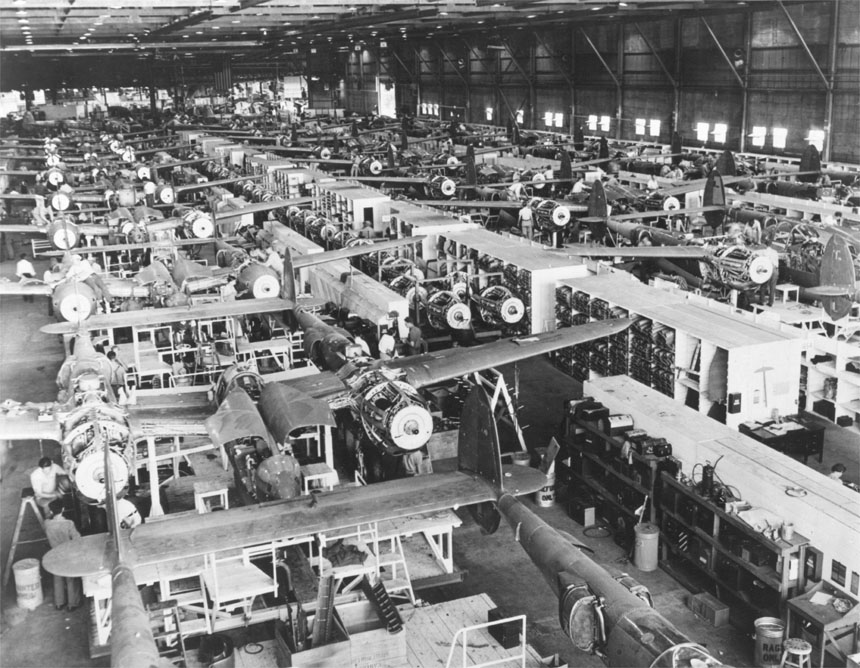
Chaines de montage de Lockheed P-38 Lightning dans l'usine Lockheed de Burbank, 1942

Au moment où la France est tombée aux mains des Allemands en 1940, la demande mondiale d'avions militaires était devenue illimitée. Plus de la moitié du dollar des munitions des États-Unis est allé aux avions militaires, et plus de la moitié des avions de guerre américains provenaient de la côte ouest des États-Unis. Au total, 12% de tous les contrats de guerre du gouvernement américain ont été attribués à des entreprises californiennes. Au total, 17% du matériel de guerre a été fabriqué en Californie. À la fin de la guerre, la Californie détenait 70 % de la fabrication aérospatiale aux États-Unis et avait construit plus de 200 000 avions.
Les écoles abonderont pour former des pilotes. À Los Alamitos et à Oxnard, se trouvaient les écoles de pilotage sur les engins motorisés sortant des chaînes de montage de la région de L.A., et à Twentynine Palms (en) (Condor Field (en)), une autre école leur a appris à manier les planeurs construits par Timm Aircraft.

### Avions construits en Californie durant la Seconde Guerre mondiale
Construits en Californie pendant la Seconde Guerre mondiale : Boeing B-17 Flying Fortress, Lockheed P-38 Lightning, Douglas C-47 Skytrain, Douglas SBD Dauntless, Douglas A-26 Invader, Lockheed Ventura, Lockheed L-18 Lodestar, Lockheed P-2 Neptune, Lockheed Constellation, Douglas P-70 Nighthawk, Douglas DC-5, Douglas C-54 Skymaster, Douglas BTD Destroyer, Douglas A-33, Douglas TBD Devastator, Consolidated PB4Y-2 Privateer, Northrop A-17, Northrop BT, Northrop N -3PB, Northrop P-61 Black Widow, McDonnell FH Phantom, Consolidated B-24 Liberator, Consolidated PB2Y Coronado, Consolidated TBY Sea Wolf, Consolidated B-32 Dominator, Consolidated P-30, North American B-25 Mitchell, North American P -51 Mustang, Vultee A-31 Vengeance, Vultee BT-13 Valiant, Vultee P-66 Vanguard, Vultee V-11, Interstate S-1 Cadet, North American T-6 Texan, Douglas A-20 Havoc, Lockheed C-69 Constellation, Consolidated PBY Catalina, Interstate TDR, Timm N2T Tutor, Ryan PT-22 Recruit, Ryan ST (en) et le Waco CG-4/Timm CG-4A. Le Lockheed Hudson construit à Burbank est livré au Canada puis au Royaume-Uni à partir de 1939. Les Hughes H-4 Hercules, Victory Trainer et Bartlett Zephyr (en) et les planeurs expérimentaux CG-7, CG-8, CG-16, ont été construits en Californie, mais n'ont pas été suivis d'une production en série.

### Constructeurs d'avions en Californie durant la Seconde Guerre mondiale

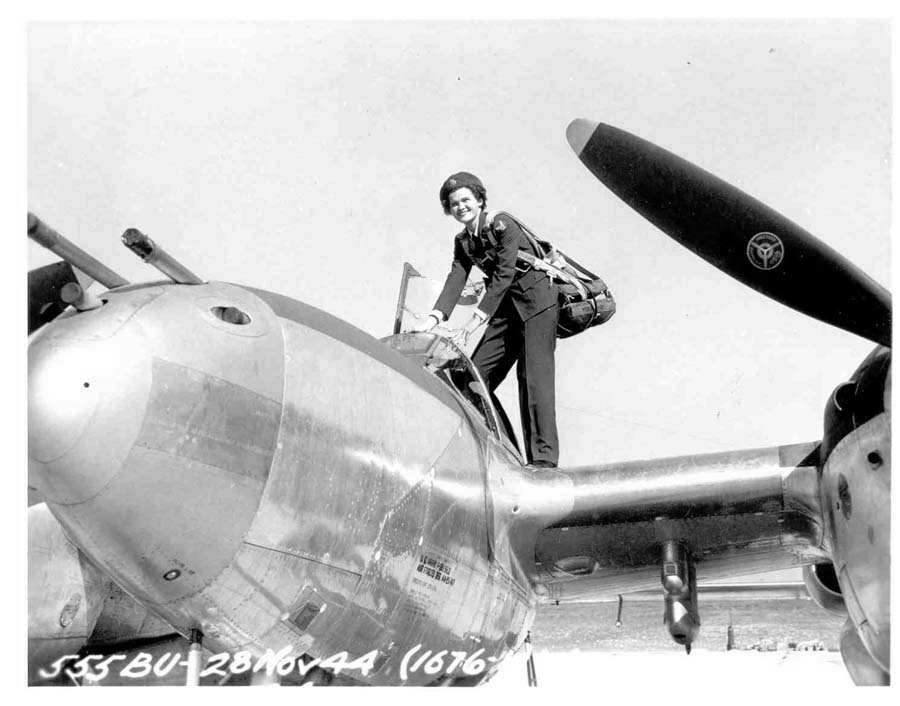
La pilote Ruth Dailey du WASP monte dans un Lockheed P-38 Lightning

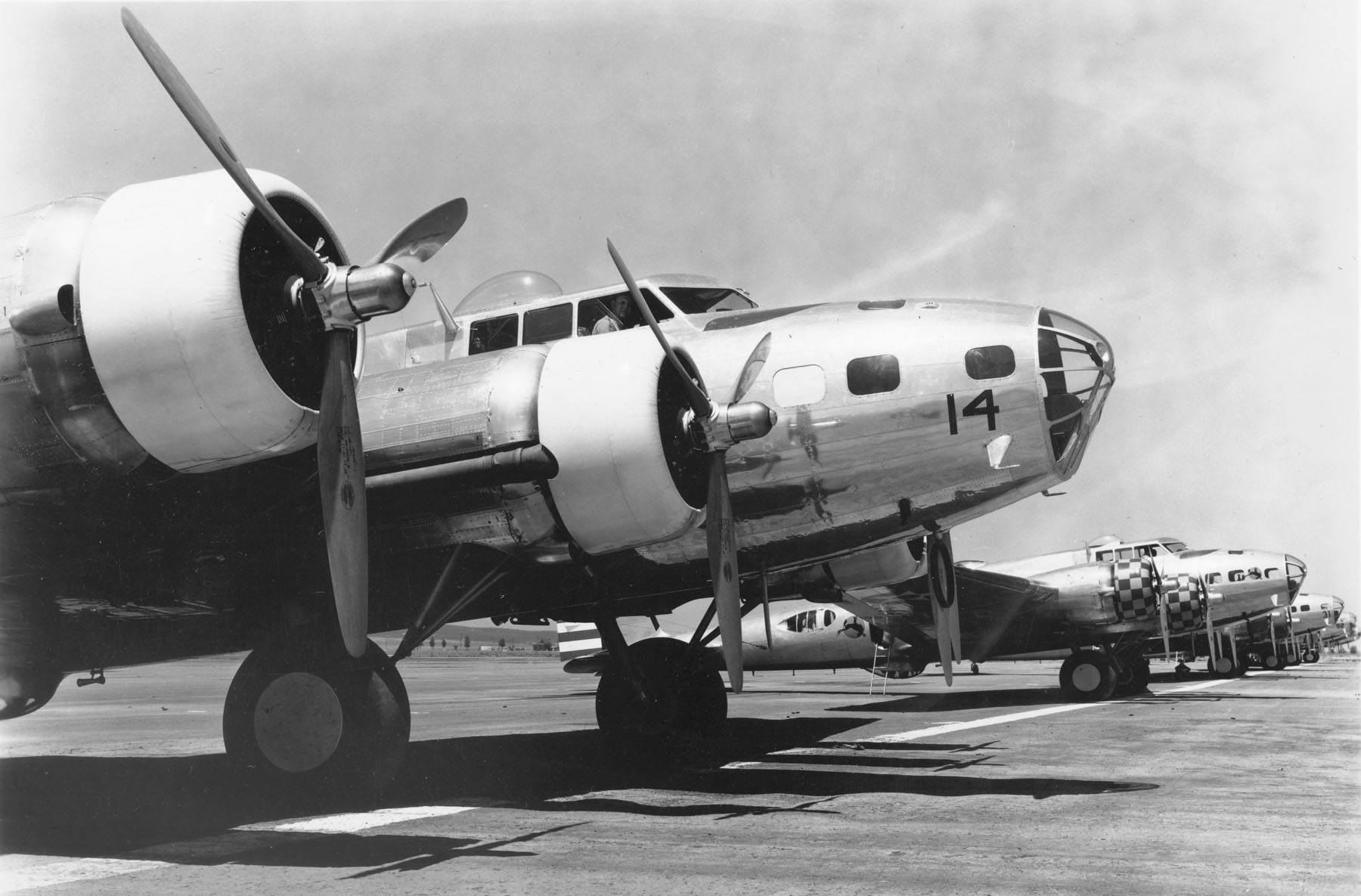
B-17B à March Field, Californie avant le 7 décembre 1941.

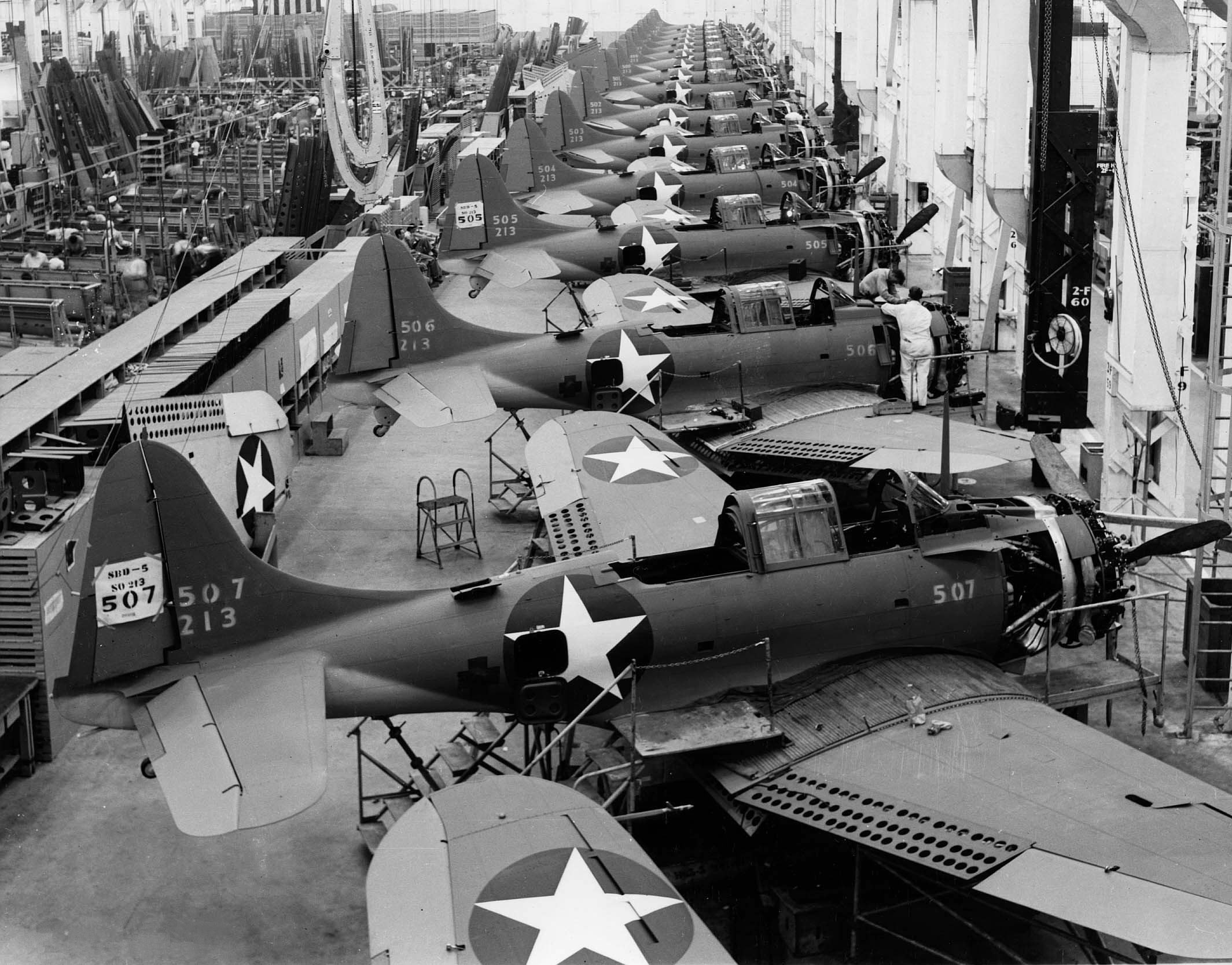
SBD-5 photographiés sur la chaîne de montage de l'usine de la Douglas Aircraft Company de El Segundo, Californie, 1943.

Constructeurs aéronautiques de la Seconde Guerre mondiale en Californie :
- Douglas Aircraft Company à Santa Monica, El Segundo, Long Beach, and Torrance
- Lockheed Corporation à Burbank
- Vega Aircraft Corporation (en) à Burbank
- Northrop Corporation à Hawthorne
- Hughes Aircraft Company à Playa Vista et Culver City
- McDonnell Aircraft Corporation à Long Beach
- Consolidated Aircraft à San Diego
- Ryan Aeronautical à San Diego
- North American Aviation à Inglewood
- Glenn L. Martin Company à Santa Ana, HQ and design only
- Harlow Aircraft Company à Alhambra
- Convair à San Diego
- Vultee Aircraft à Burbank and Downey
- Interstate Aircraft à El Segundo
- O.W. Timm Aircraft Company (en) à Van Nuys
- Bartlett Aircraft (en) à Rosemead
- Hiller Aircraft à Berkeley
- Morrow Aircraft Corporation (en) à San Bernardino
- Skunk Works design HQ à Burbank
- Fletcher Aviation
- General Airborne Transport Company à Los Angeles
- Plxweve Aircraft Corporation
- etc.

En plus de ces compagnies d'aviation, des milliers de sous-traitants vont travailler à des parties d'avions, dont certains se sont reconvertis à partir d'autres secteurs de l'industrie. Weber Showcase and Fixture Company en sous-traitance pour Timm Aircraft va produire les ailes du Waco CG-4. À Los Angeles, sept compagnies, après qu'elles ont été sollicitées par les grandes compagnies aéronautiques, se sont reconverties dans la production militaire d'ensembles en contreplaqué moulé. Précédemment occupées dans le civil, dans des domaines aussi diversifiés que l'ameublement (Los Angeles Period Furniture Co., Angelus Furniture Manufacturing Co. qui se diversifie en Angelus Aeronautics Co. ), la production de mobile home (Westcraft Inc.), ou la fabrication d'équipement pour les commerces (Angelus Store Equipment Co.), elles emploieront 1 620 personnes dont 60 % de femmes. Pour démarrer la production de contreplaqué moulé, ces entreprises vont devoir profondément réaménager leurs infrastructures, embaucher et former leur personnel spécialisé. Durant 2 années (jusqu'en avril 1944, où elles devront faire le chemin de reconversion inverse), ces sociétés vont produire des assemblages en contreplaqué pour les avions d'entrainement BT-15 de Vultee Aircraft à Downey et Lockheed Ventura, le bombardier B-24 de Consolidated Aircraft à San Diego, le planeur Waco CG-4 et les exemplaires du planeur cargo expérimental de General Airborne Transport, le XCG-16. Fondation du designer Charles Eames et de John Entenza, et reprise par l'industriel de Détroit et passionné d'aviation Edward S. Evans, la Molded Plywood Division de Evans Products à Venice prendra en charge la construction du General Airborne Transport XCG-16 tout en bois et contreplaqué moulé de Hawley Bowlus, le constructeur de planeur réputé. Elle conçoit aussi des stabilisateurs horizontaux et verticaux en contreplaqué pour le BT-15 de Vultee Aircraft.

### Constructeurs de véhicules durant la Seconde Guerre mondiale
Pendant la Seconde Guerre mondiale, toute la fabrication d'automobiles civiles en Californie a pris fin. Les constructeurs automobiles se sont aussi reconvertis dans la production de moteurs d'avions:
- General Motors South Gate Assembly a construit des chars légers Stuart M-5 et M5A1 à 500 par mois[47],[48],[49],[50].
- General Motors Oakland Assembly a construit des moteurs et des munitions d'avions Pratt & Whitney.
- L'usine d' assemblage de la Ford Motor Company à Richmond a construit 49 399 jeeps. L'usine Ford a également réalisé des travaux de finition sur des chars, des véhicules blindés de transport de troupes, des voitures blindées et d'autres véhicules militaires. L'usine Ford de Long Beach a été louée à l'armée de l'air et utilisée comme base aérienne[51].
- L'usine de Willys-Overland Maywood, en Californie, a été utilisée par Lockheed pour construire des sous-ensembles pour Lockheed Hudson[52].
- Chrysler de Californie, Los Angeles, a construit 12 214 moteurs d'avion, 4 100 cabines B-17 et 688 cabines PV-2 Harpoon[53],[54].
- Studebaker Pacific Corporation de Los Angeles a construit des moteurs pour les B-17 et les harpons PV-2 en cours de construction à Burbank[55].
- Menasco Motors Company à Burbank, a construit des trains d'atterrissage d' avions pour l'Amérique du Nord, Lockheed, Republic, General Dynamics et d'autres constructeurs d'avions. Menasco a poursuivi ce travail après la guerre[56].
- Firestone Tire and Rubber Company de Los Angeles a construit 1 550 tourelles utilisées sur les chars M5. Firestone a également construit 3 100 chenilles de chars M5[57].

### Centres de recherches durant la Seconde Guerre mondiale
Le California Institute of Technology de Pasadena, en Californie, a ouvert une école d'aéronautique et d'autres laboratoires de recherche aéronautique au début des années 1920, ce qui a aidé la Californie à devenir un important centre de fabrication aérospatiale,,,.
Le développement de nouveaux systèmes était une clé pour gagner la guerre. La Seconde Guerre mondiale a apporté de nombreuses nouvelles technologies. Certains collèges et universités de Californie se sont joints au programme de formation V-12 Navy College pour former des volontaires pour la commission de la marine. Certaines universités californiennes avaient également des cours d'ingénierie aéronautique, des inspecteurs résidents des ordonnances et du matériel naval et une liaison pour le Comité de recherche sur la défense nationale,.
Centres de recherche de la Seconde Guerre mondiale en Californie :
- Laboratoire national de Los Alamos - projet Manhattan top secret
- California Institute of Technology - aéronautique - souffleries - fusées : à partir de 1944, le Jet propulsion laboratory ;
- Université de Californie, Berkeley - projet Manhattan
- Université Stanford - recherche radar micro-ondes
- L'université de Californie à San Diego a mis au point un sonar à modulation de fréquence pour suivre plusieurs cibles avec un seul ping et de grands cristaux de sonar[65].
- Université de Californie, Riverside - V-12 Navy College
- Université de Californie, Los Angeles - V-12 Navy College - Plongée sous-marine
- Occidental College - V-12 Navy College
- Les premières expériences sur la pénicilline ont été réalisées aux chantiers navals de Kaiser Richmond[66].
- Skunk Works - Avions et jets
- Hewlett-Packard a construit des oscillateurs pour la fusée de proximité et le générateur de signaux micro -ondes utilisés dans les mesures radar et contre-radar[67].
- Hedy Lamarr L'actrice hollywoodienne avec George Antheil a inventé le spectre étalé à sauts de fréquence pour la Marine[68].

## Guerre froide
À la fin de la Seconde Guerre mondiale, 60 à 70 % de l'industrie aérospatiale américaine était située en Californie du Sud. Dès la fin de la Seconde Guerre mondiale, un gros effort de reconversion a dû être brutalement entrepris pour l'ensemble de l'industrie des Etats-Unis, aussi bien des usines (dont plusieurs étaient prêtes à reprendre la construction d'appareils de transport), que du personnel. Un grand nombre de femmes sont retournées à leur foyer au retour des maris, et beaucoup d'ouvriers spécialisés affectés ont repris leur activité première : machines à écrire, frigidaires, automobiles. Le gouvernement lui-même vendit ou loua les usines qu'il avait fait construire et équiper à partir de 1940. L'économie de guerre en Californie s'était inversée, et le pays a connu une petite dépression économique avec un chômage élevé. L'emploi en Californie était passé de 2,2 millions en 1940 ; à 3,3 millions en 1943 ; il est ensuite tombé à un peu plus de 3 millions en 1947. En 1946, la Californie avait un taux de chômage de 8,8% par rapport à une moyenne nationale de 3,9% . En 1947 - après le retour de la plupart des GI - plus de 400 000 Californiens sont restés au chômage et 767 000 ont demandé des allocations de chômage, les deuxièmes plus élevées du pays. De nombreux militaires formés en Californie sont revenus après la guerre pour visiter l'État, de sorte que les industries touristiques de la Californie ont commencé à se développer.
En 1950, on compta aux États-Unis encore de 33 000 à 35 000 personnes employées dans certaines usines (Lockheed, Douglas), sur lesquelles près de 2 000 ingénieurs et techniciens. Démesurément enflée par le conflit mondial, l'industrie aéronautique (notamment celle qui travaille pour l'armée) a du alors résoudre de graves problèmes de réorganisation industrielle (réduction des entreprises, stabilisation des conditions de travail) ; certains constructeurs ont échoué dans leur essai d'adaptation de constructions utilitaires parallèles, comme des maisons métalliques préfabriquées, par suite de l'outillage très différent qu'elles exigeaient: Henry Dreyfuss et Edward Larrabee Barnes (en) ont collaboré à un prototype de structure préfabriquée en aluminium pour des maisons dont la fabrication a pris place dans l'usine de Consolidated Vultee Aircraft (Consolidated Vultee House) ; Le projet était financé par le gouvernement fédéral.
Mais l'économie en Californie a repris, la croissance démographique aussi. L'industrie pour certaines entreprise a continué à se développer et est devenue plus cruciale en réponse à de nouveaux événements, comme la guerre de Corée (1950-1953).
Dans les 140 bases militaires que compte la Californie à la fin de la guerre, la Défense a investi pour pourvoir aux nécessités de la guerre froide.
La Californie du Sud est devenu le premier producteur d'avions du pays et le deuxième derrière Détroit pour la production automobile, tandis que la Bay Area est devenue le leader des développements technologiques. L'économie florissante de la Californie a nécessité le développement considérable de routes, d'autoroutes et de ponts. Dans les années d'après-guerre, il y avait un besoin désespéré de logements pour le nombre prodigieux de travailleurs qui continuaient à migrer vers l'État. La Californie est de venue la cinquième économie du monde. Au plus fort de la guerre froide, quinze des vingt-cinq plus grandes entreprises aérospatiales des États-Unis seront basées en Californie du Sud.
Le lancement réussi du satellite russe Spoutnik 1 constitue un choc pour l'opinion publique américaine, des compagnies d'aviation, dont Hughes Aircraft, Lockheed, Northrop, Douglas, Rockwell, vont se diversifier pour inclure la recherche et la production aérospatiale, en particulier de missiles.
Le surpeuplement de l'usine nord-américaine de Rockwell à Downey a conduit la société à décider en 1962 de déplacer sa nouvelle division spatiale dans des locaux situés sur une propriété appartenant à la Marine à Seal Beach. Le premier contrat de l'installation était de construire une partie de la fusée Saturn 1. Le 14 novembre 1963, le vice-président Lyndon B. Johnson est venu à Huntington Beach pour inaugurer l'immense Space Systems Center de Douglas Aircraft. L'entreprise fut choisie en 1965 comme maître d'œuvre pour le Manned Orbiting Laboratory.

### Le Jet propulsion laboratory
Alors que les ingénieurs aéronautiques testaient les conceptions de la cellule du DC-3 de Douglas Aircraft dans leur soufflerie, d'autres scientifiques de Caltech se trouvaient autour du futur domicile du Jet Propulsion Laboratory (JPL), sur l'Arroyo Seco un canyon sec au nord de Rose Bowl à Pasadena, en Californie, aidant à lancer l'ère spatiale avec leurs expériences révolutionnaires sur les fusées. Les premiers essais par un petit groupe de pionnier de Caltech, d'un moteur-fusée à alcool sur l'Arroyo Seco ont lieu le 31 octobre 1936. Theodore von Kármán, qui avait également été conseiller scientifique de l'Air Corps, persuade l'armée de financer le développement de jets montés sur des avions à hélices lourds, première application réussie, suivie de l'étude du programme allemand V2; Financés par l'Ordnance Corps de l'armée américaine à partir de 1944, le JPL a commencé des tests dans le désert des Mojaves de petits missiles non guidés. Au début quelques travaux de pionnier dans la propulsion des fusées les premiers efforts du JPL finiront par impliquer des technologies au-delà de celles de l'aérodynamique et de la chimie des propulseurs - des technologies qui évolueront vers des outils pour le vol spatial, les communications sécurisées, la navigation et le contrôle des engins spatiaux, et l'exploration planétaire.
Le WAC Corporal est lancé pour la première fois en mai 1947 et en 1954, le JPL proposa alors de lancer un satellite avec l'équipe de Wernher von Braun à l'arsenal Redstone de l'armée en Alabama pour l'Année géophysique internationale prévue pour 1957-58, ce qui lui fût refusé. Le JPL s'est alors lancés dans un projet classifié visant à tester la technologie de rentrée des ogives nucléaires. À l'aide d'un propulseur Redstone modifié et de grappes de fusées à combustible solide JPL, ils ont effectué trois missions suborbitales en 1956 et 1957 pour prouver que les ogives pouvaient revenir de l'espace et ne pas brûler.
Les expériences de rentrées de missile ont conduit au premier satellite américain réussi. Après l'explosion de la rampe de lancement de la tentative de lancement du projet Vanguard de la Marine en décembre 1957, le JPL et l'Army Ballistic Missile Agency ont été autorisés à tenter leur chance. Le 31 janvier 1958, Explorer I est allé au-delà de Spoutnik (Spoutnik 1 et Spoutnik 2 en 1957), emportant la première expérience spatiale américaine, un compteur Geiger développé par James Van Allen. Avec Explorer I, JPL a propulsé les États-Unis dans l'espace et a incité la formation de la NASA. Le 3 décembre 1958, deux mois après le début des opérations de la NASA, le JPL a été transféré de la juridiction de l'armée à celle de la nouvelle agence spatiale civile.
Dans les années 1960, JPL a commencé à développer des engins spatiaux robotiques pour explorer d'autres mondes: Ranger et Surveyor sur la Lune, ouvrant la voie aux atterrissages lunaires du programme Apollo de la NASA ; suivi dans les années 1970 des grandes missions d'exploration planétaires:Mariner sur Mercure, Vénus et Mars, Viking sur Mars. Voyager, a visité les quatre géantes gazeuses du système solaire Jupiter (1979) et Saturne (1980-1981), Uranus en 1986 et Neptune en 1989. Au début de 1990, Voyager 1 se tournant vers la terre a capturé une série d'images du système solaire et en février 1998, a dépassé le Pioneer 10 de la NASA, pour devenir l'objet de main d'homme le plus éloigné dans l'espace.
Bien que les missions Viking et Voyager aient été de grandes réalisations, l'exploration planétaire avait fait son temps. Le JPL a failli te fermé. La mission radar Magellan vers Vénus, est toutefois autorisée en 1983 et Galileo en 1989.

### Vandenberg Space Force Base

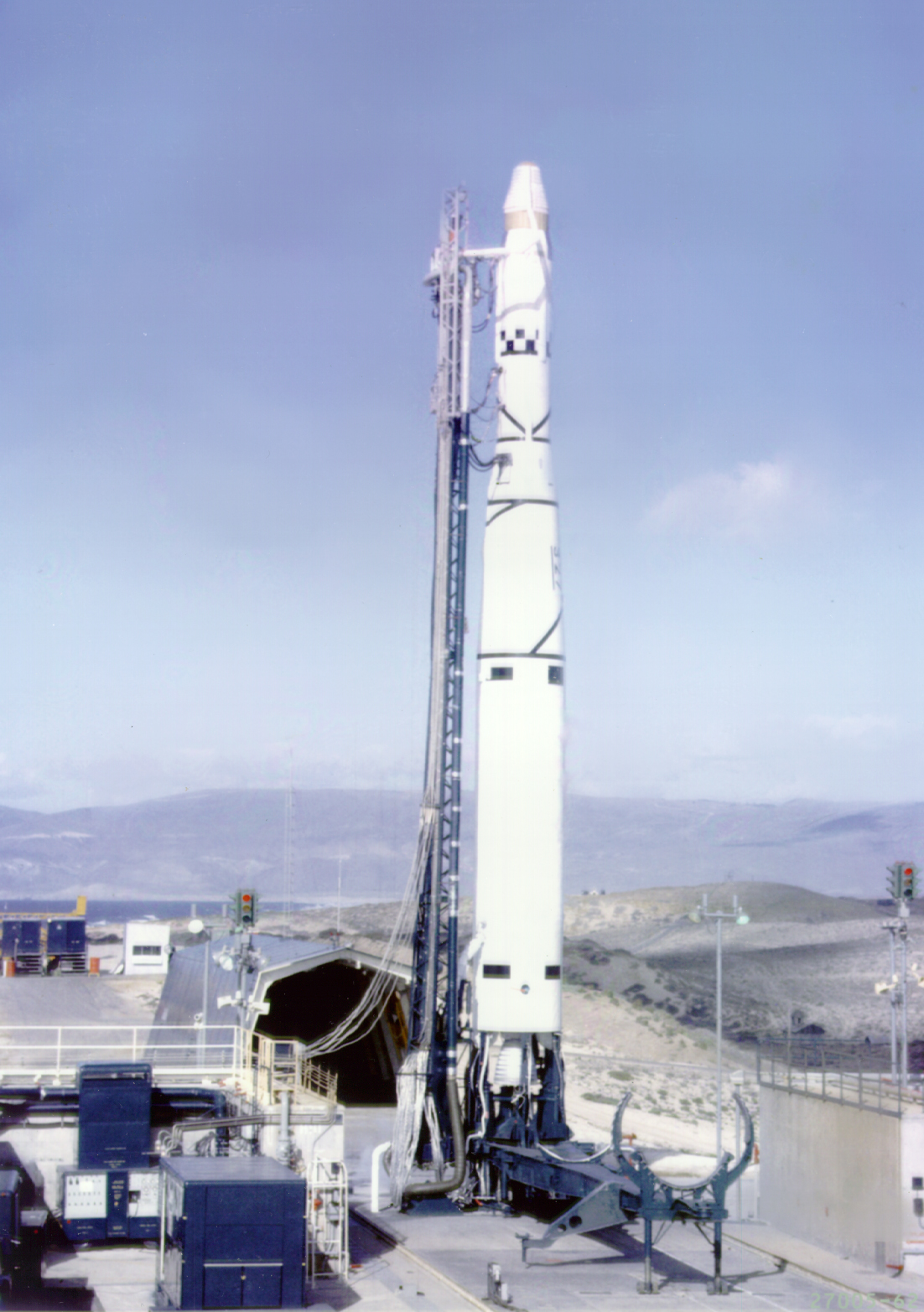
Un lanceur Thor-Agena s'apprêtant à lancer le satellite de reconnaissance Discoverer 37 du programme Corona le 13 janvier 1962 depuis la base de lancement de Vandenberg.

Avec l’avènement de l’ère des missiles dans les années 1950, un besoin urgent s’est fait sentir pour un site d’entraînement adéquat qui pourrait également servir de première base de missiles prêts pour le combat. En janvier 1956, un comité restreint fut formé pour examiner plus de 200 sites potentiels, avant que le Camp Cooke, future Vandenberg Space Force Base ne soit choisi, essentiellement pour les mêmes caractéristiques que l'armée avait jugé souhaitables en 1941 pour le site, pour un camp d'entrainement de l'infanterie et ses forces blindées. Outre sa taille, l'éloignement des zones densément peuplées et le climat modéré qui permettait des opérations toute l'année, l'emplacement côtier de Cooke permettait de lancer des missiles dans l'océan Pacifique sans survol de la population. Cette même caractéristique géographique a également permis de lancer des satellites en orbite polaire directement vers le pôle Sud sans survoler aucune masse terrestre avant d'atteindre l'Antarctique. Le 16 novembre 1956, le secrétaire à la Défense Charles E. Wilson ordonna à l'armée de transférer 26 000 ha de North Camp Cooke à la United States Air Force pour l'utiliser comme base de lancement de missiles et d'entraînement ; et en juin 1957, North Camp Cooke a été rebaptisé Cooke Air Force Base (AFB). La mission initiale de Cooke AFB a été de servir à la fois de site d'entraînement pour les missiles PGM-17 Thor, SM-65 Atlas et HGM-25A Titan I, et d'installation opérationnelle d'urgence pour l'ICBM Atlas.
Le lancement du satellite soviétique Spoutnik 1 en orbite le 4 octobre 1957, suivi un mois plus tard par Spoutnik 2 qui transportait en orbite un chien, Laika, eut des implications militaires et provoqua une accélération immédiate du programme de missiles de l'armée de l'air américaine. Dans le cadre de cette accélération, le 23 novembre 1957, le département américain de la Défense autorisa le lancement en temps de paix de missiles balistiques depuis Cooke AFB.
Le 4 octobre 1958, Cooke AFB fut rebaptisée Vandenberg Air Force Base (AFB), en l'honneur du général Hoyt Vandenberg, deuxième chef d'état-major de l'armée de l'air. La transition du camp de l'armée américaine à la base de missiles s'est solidifiée le 15 décembre 1958 lorsque la Vandenberg AFB a lancé avec succès son premier missile, un PGM-17 Thor (Missile balistique à portée intermédiaire, IRBM).
Le premier satellite en orbite polaire au monde, Discoverer 1, a été lancé depuis Vandenberg le 28 février 1959. Le lanceur de cette mission consistait en une combinaison Thor-Agena. La série de satellites Discoverer réalisait d'autres premières importantes pour Vandenberg. Par exemple, en août 1960, la capsule de données a été éjectée du Discoverer XIII en orbite et récupérée de l'océan Pacifique pour devenir le premier objet fabriqué par l'homme jamais récupéré de l'espace. Une semaine plus tard, le 19 août 1960, la capsule descendante du Discoverer XIV a été capturée par un avion en vol pour la première récupération aérienne de l'histoire. Emballé dans une couverture teintée de recherche scientifique, Discoverer était en fait le nom de couverture de CORONA, le premier programme américain de satellite de reconnaissance photographique. La série médiatisée Discoverer a pris fin le 13 janvier 1962 après 38 lancements ou tentatives de lancement.
Le premier Atlas-D a volé le 9 septembre 1959. Le mois suivant, équipé d'une tête nucléaire, l'Atlas de Vandenberg est devenu devient le premier ICBM mis en alerte aux États-Unis. Entre 1959 et 1965 Le 576th Strategic Missile Squadron  a effectué 53 lancements d'essais Atlas-D, 7 d' Atlas-E et 7 Atlas-F. Atlas sera utilisé comme lanceur pour les satellites de Vandenberg ; en tant que propulseur spatial, configuré avec une fusée à étage supérieur RM-81 Agena. Atlas-Agena lancera de nombreux types de satellites en orbite jusqu'à sa suppression progressive à la fin des années 1980.
Le 395e SMS a effectué 19 lancements d'essais entre 1963 et 1965 de Titan I, premier ICBM à plusieurs étages des États-Unis avant de passer à Titan II. Une fois conçu et fabriqué, le Titan I fournissait une dissuasion nucléaire supplémentaire pour compléter le missile SM-65 Atlas de l'US Air Force. L'ICBM LGM-25C Titan II était un ICBM de deuxième génération doté de propulseurs stockables, d'un guidage inertiel et d'une capacité de lancement en silo. La construction du premier site Titan II a commencé en 1962 et Vandenberg a finalement exploité quatre complexes de lancement Titan II. La plupart des tests du missile ont été effectués à la base aérienne de Cape Kennedy, en Floride, par le 6555th Aerospace Test Group, et le premier lancement réussi d'un silo souterrain d'un ICBM Titan II a eu lieu à Vandenberg par le 395th SMS en avril 1963. Le premier test pleinement opérationnel a eu lieu en mars 1965. Le 25 mars 1966, le 200e missile SAC lancé depuis Vandenberg AFB, en Californie, était un Titan II. Les tests opérationnels du Titan II se sont poursuivis jusqu'en 1985. Comme son prédécesseur l'Atlas ICBM, le Titan II GLV, un dérivé de ce missile, a été utilisé pour lancer le vaisseau spatial Programme Gemini et le Titan 23G (en) a été utilisé comme propulseur spatial pour lancer des satellites. Le lancement final d'un Titan II a eu lieu en 2003, lorsque le dernier Titan IIG a été utilisé,.

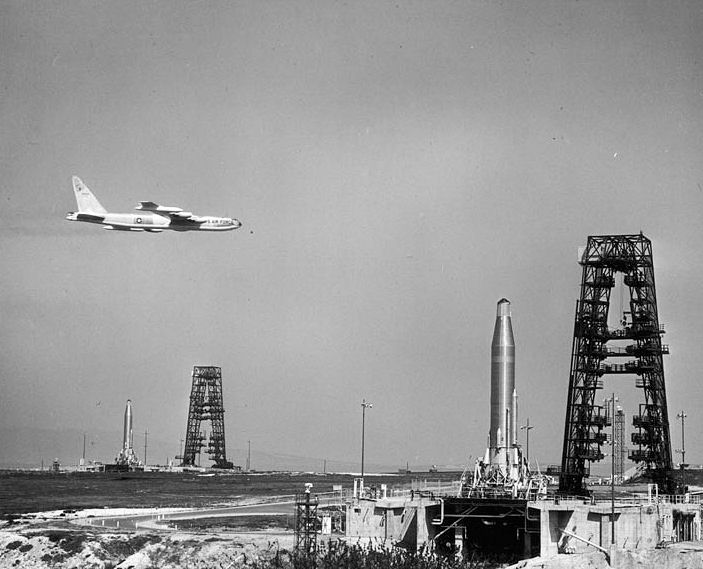
Missiles Atlas en alerte, 1960
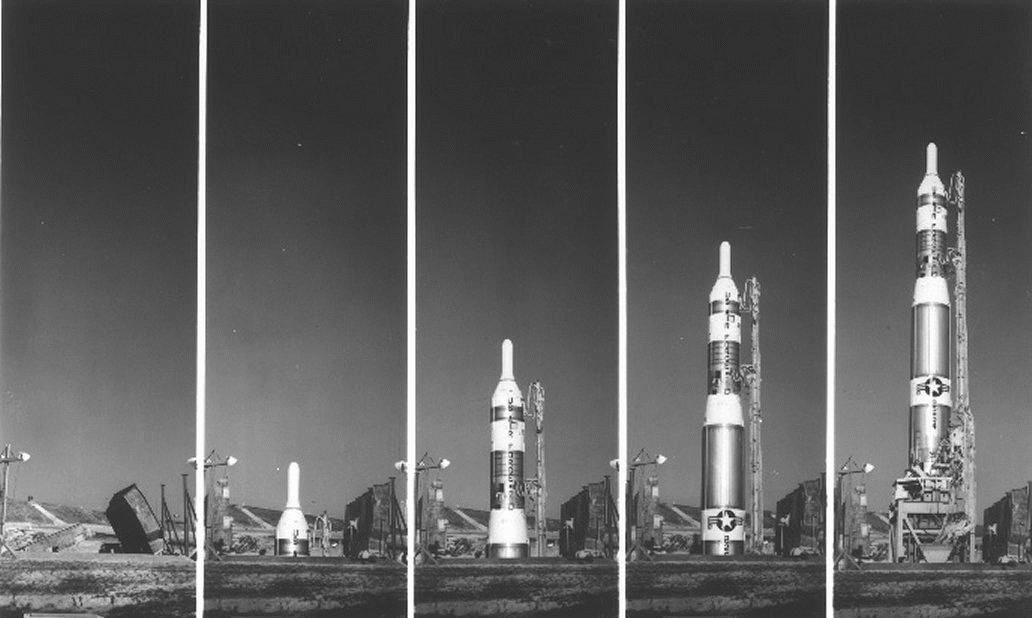
Le missile Titan I sort de son silo au centre de test du système opérationnel de Vandenberg en 1960.
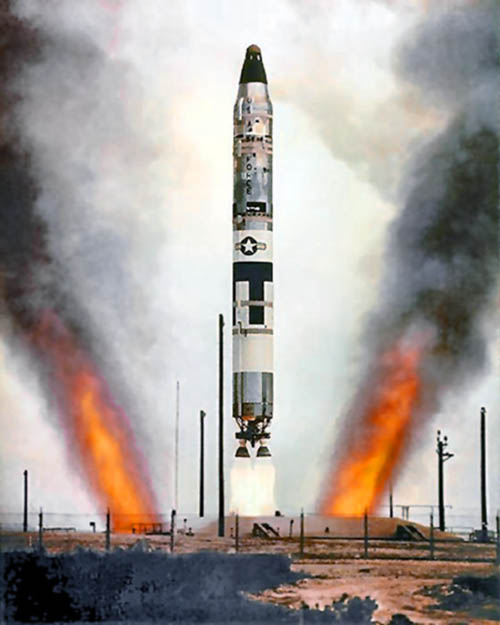
Lancement d'essai du Titan II depuis Vandenberg
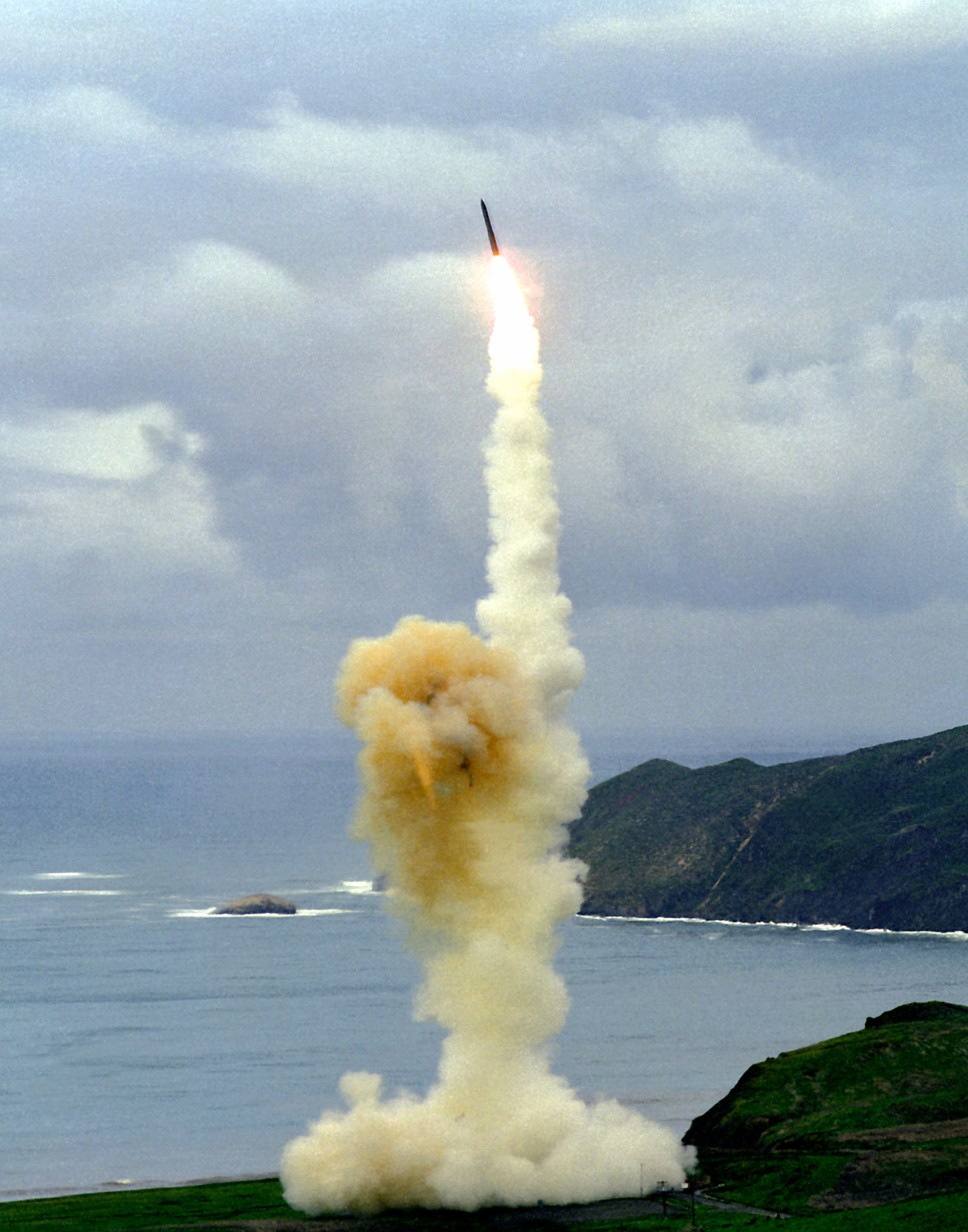
Lancement du missile Minuteman 3

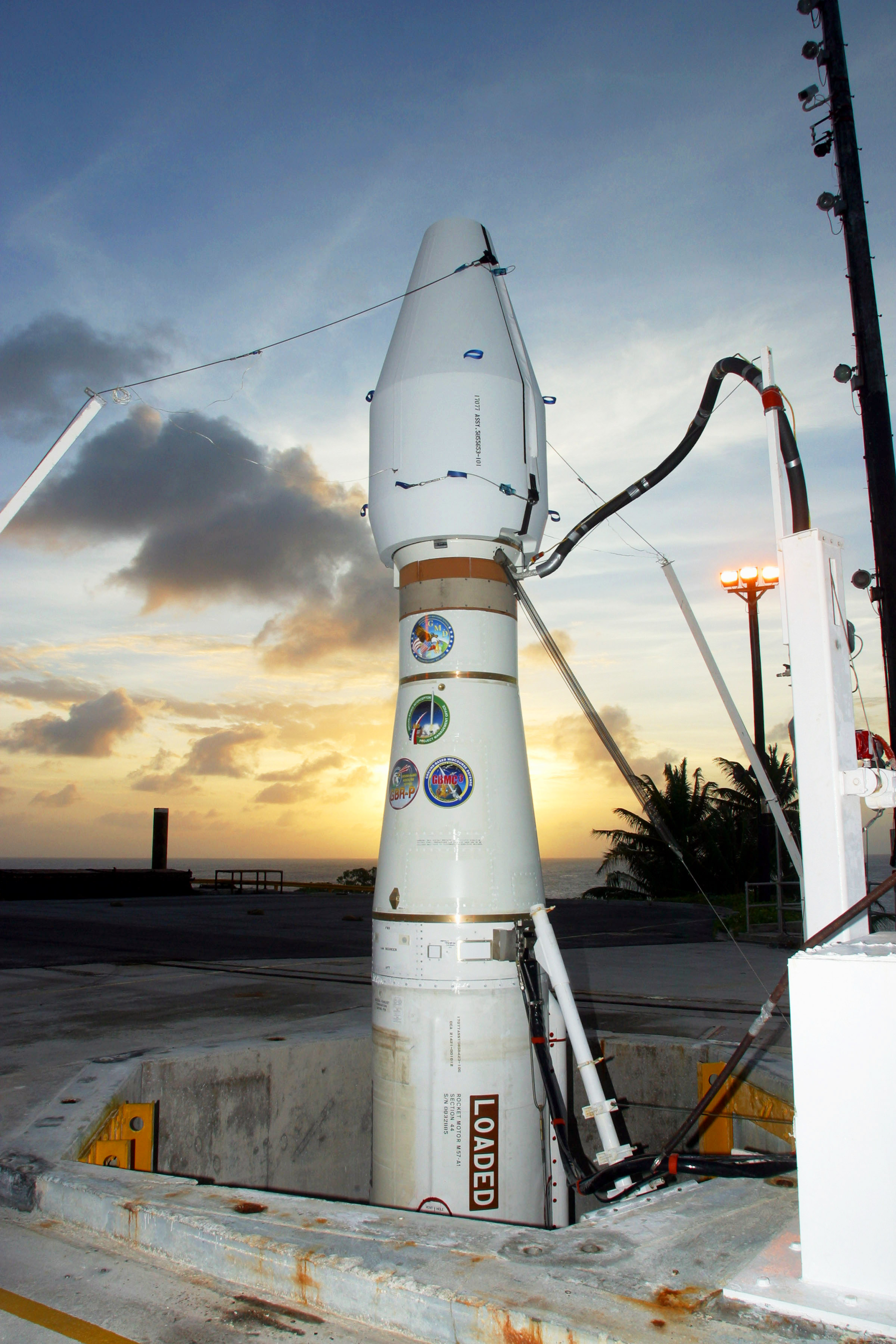
Intercepteur au sol Midcourse Defense (GMD) dans le silo de lancement à Vandenberg

L'avènement du propulseur solide a donné au LGM-30 Minuteman, ICBM à trois étages, un avantage majeur par rapport aux précédents ICBM à propulseur liquide. En février 1961, la construction des installations de lancement d'essais Minuteman ICBM a commencé à Vandenberg. Glory Trip 77GM, un test opérationnel Minuteman III réalisé en septembre 1980, est devenu le test en vol Minuteman le plus long lorsque sa charge utile a touché une vaste zone océanique sur plus de 5 600 milles marins(10 400 km) en aval. Le dernier ICBM testé depuis Vandenberg était l'ICBM LGM-118 Peacekeeper (MX) à partir de juin 1983.
En plus d'avoir une portée plus longue que les ICBM précédents, le Peacekeeper pouvait envoyer jusqu'à 10 véhicules de rentrée sur des cibles distinctes. Il était destiné à remplacer le LGM-30 Minuteman, mais il a souffert d'un long temps de développement et a été retiré en 2005 avant le Minuteman en raison des traités de réduction des armements. Le dernier missile déployé à Vandenberg en 2005 est le propulseur suborbital de missile Ground-based Interceptor (GBI) destiné au véhicule de destruction de missiles balistiques EKV du système de défense terrestre à mi-course de la Missile Defense Agency. Il fait partie du système national de défense antimissile préconisé par le président George W. Bush . L'OBV est en cours de développement par Orbital Sciences.
Au fil des années, des satellites de toutes sortes et de toutes fins, y compris des satellites internationaux, ont été placés en orbite depuis Vandenberg par une variété croissante de propulseurs: Titan IV (mars 1991), Taurus (mars 1994), Pegasus (avril 1995), Delta II (février 1996), Atlas II (décembre 1999), Minotaur (2000), et à partir de fin 2005, les véhicules Falcon 1, Delta IV et Atlas V.
Les efforts les plus ambitieux de l'Armée de l'Air à Vandenberg seront les programmes du Manned Orbiting Laboratory (MOL) et de la navette spatiale. Le véhicule MOL consistait en un booster Titan III transportant une capsule spatiale Gemini modifiée (Gemini B) attachée à un laboratoire spatial. Les travaux de construction du MOL ont commencé au Space Launch Complex-6 (SLC-6) sur South Vandenberg en mars 1966. Le président Richard Nixon a annulé le programme estimé à 3 milliards de dollars en juin 1969, en raison de dépassements de coûts, de retards d'achèvement, de nouvelles technologies émergentes et des dépenses liées à la guerre du Vietnam . SLC-6 est resté fermé pendant la décennie suivante.
En 1972, Vandenberg a été choisi comme site de lancement et d'atterrissage de la navette spatiale sur la côte ouest, mais il n'a jamais été utilisé comme tel. Le Space Launch Complex-6 (SLC-6, prononcé « Slick Six »), initialement construit pour le projet abandonné du Manned Orbital Laboratory, a été considérablement modifié pour les opérations de navette. SLC-6 était encore en préparation pour son premier lancement de navette, la mission STS-62-A était prévue pour le 15 octobre 1986, lorsque la catastrophe du Challenger a immobilisé la flotte de navette et a déclenché une chaîne d'événements qui ont finalement conduit au décision d'annuler tous les lancements de navettes sur la côte ouest. Après la fin du programme de navette à Vandenberg en 1989, le SLC-6 a été reconfiguré en 1999 pour prendre en charge les lancements de satellites en orbite polaire par la nouvelle famille de lanceurs Delta IV. Dix Delta IV ont été lancés à partir du SLC-6, le dernier lancement ayant eu lieu en 2022 avant que le site ne soit cédé à SpaceX.

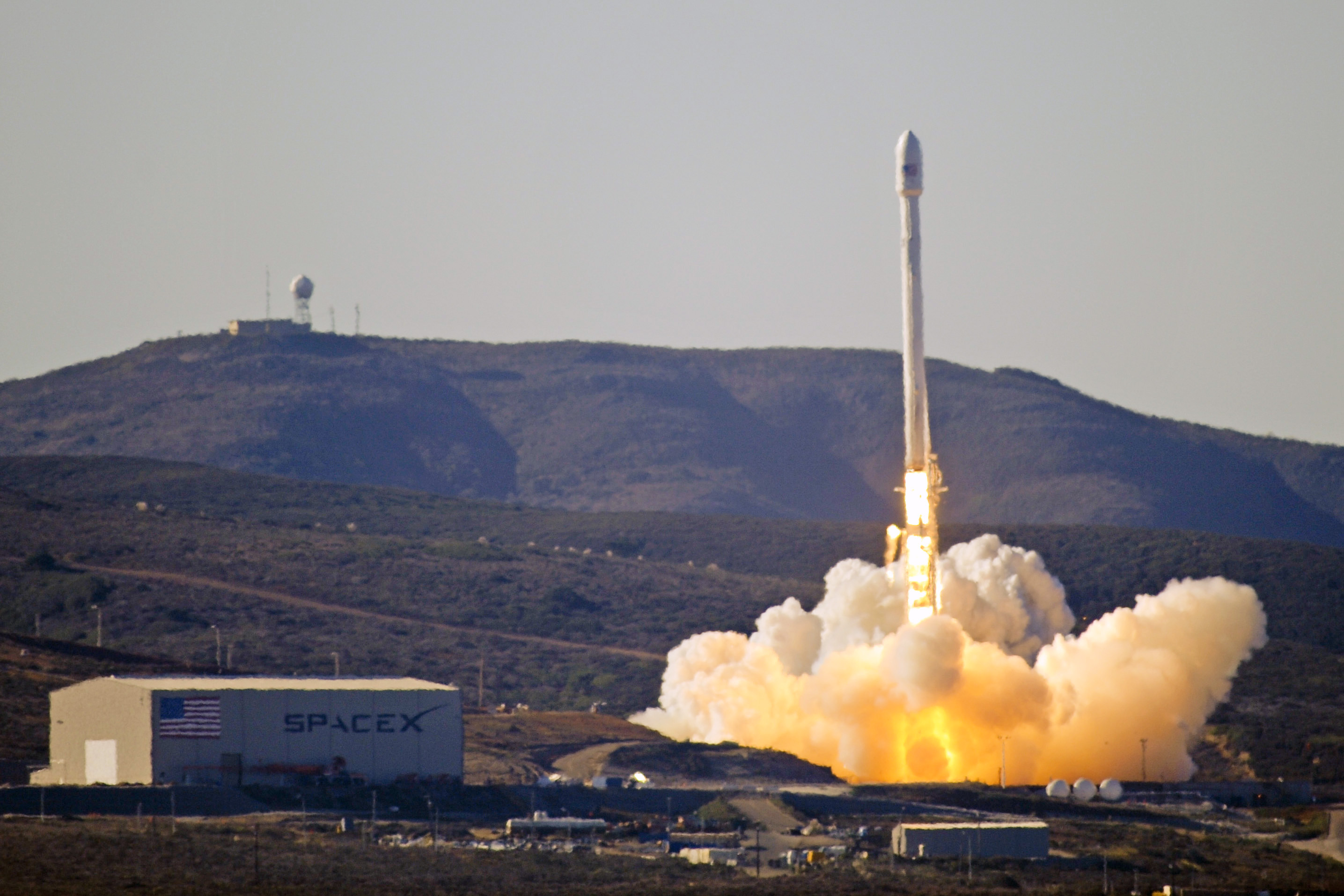
Le lancement du premier Falcon 9 v1.1 depuis SLC-4, Vandenberg AFB (Falcon 9 Flight 6) le 29 septembre 2013.

Atlas V a été développé par Lockheed Martin dans le cadre du programme EELV (Evolved Expendable Launch Vehicle) de l'US Air Force (USAF). Le premier lanceur Atlas V à voler depuis SLC-3E a été lancé le 19 mars 2008 pour le National Reconnaissance Office (NRO).
SpaceX a brièvement utilisé le SLC-3W au début du développement du lanceur Falcon 1, et a ensuite déplacé les opérations vers le Vandenberg AFB Space Launch Complex 4 (en) (SLC-4E). SpaceX a remis à neuf le SLC-4E pour les lancements de Falcon 9 et Falcon Heavy, dans le cadre d'un processus de 24 mois qui a débuté début 2011. En octobre 2018, SpaceX a fait atterrir pour la première fois un booster Falcon 9 sur une plateforme au sol de Vandenberg . SpaceX prévoit de commencer les lancements du Falcon 9 à partir du SLC-6 en 2025 et des lancements du Falcon Heavy en 2026.
Toutes les missions Le Boeing X-37B, un vaisseau spatial réutilisable sans équipage exploité par la Space Force ont été lancées depuis la Floride, mais ont atterrit régulièrement à Vandenberg 

## Perspectives
Les années 1980 ont été une autre période de croissance. Au cours de cette période, la Californie du Sud abritait un tiers des ingénieurs aérospatiaux du pays, employant près d'un demi-million de personnes. Après la fin de la guerre froide en 1991, le travail du côté commercial et gouvernemental s'est tari et des milliers de personnes ont perdu leur emploi alors que les entreprises aérospatiales ont fait leurs bagages et ont déménagé à DC ou ont fusionné. En seulement cinq ans, plus de deux douzaines de grandes entreprises aérospatiales ont fusionné en trois : Boeing-McDonnell Douglas, Lockheed Martin et Raytheon-Hughes. Le marché immobilier californien à Los Angeles a chuté.
Les années 2000 voient le développements de nouveaux intervenants privés.
Tier One (en) est un programme des années 1990 à 2004 de vols spatiaux humains suborbitaux de Scaled Composites située à Mojave, en Californie; utilisant le vaisseau spatial réutilisable SpaceShipOne et son lanceur White Knight. Le SpaceShipOne prend son envol depuis l'altitude de 16 000 mètres, étant largué depuis son avion porteur, le White Knight, décollant depuis le désert des Mojaves. L'engin a été conçu par Burt Rutan, et le projet a été financé 20 millions de dollars américains par Paul Allen. En 2004, il a effectué le premier vol spatial habité financé par des fonds privés et a remporté le prix Ansari X. La Mojave Aerospace Ventures (en) ( MAV ) fondée par Paul Allen et Burt Rutan gère les retombées commerciales du projet Tier One (en) . Elle détient la propriété intellectuelle découlant de Tier One, et elle est à son tour détenue par Allen, l'actionnaire majoritaire, et Scaled Composites de Rutan. En 2004, elle a signé un accord avec Virgin Galactic, située aussi sur l'aéroport et port spatial de Mojave, pour développer le Virgin SpaceShip, un vaisseau spatial suborbital, pour le tourisme spatial. Virgin Group et Scaled Composites ont ensuite formé une joint-venture, The Spaceship Company (en), pour fabriquer le vaisseau spatial.
SpaceX est fondée en mai 2002 par Elon Musk qui devient aussi l'ingénieur en chef de la société. En 2005, Space X propose une gamme de lanceurs composée du lanceur léger Falcon 1 et du lanceur moyen Falcon 5. En septembre 2005, la société ajoute à sa gamme le Falcon 9.
Entre 2004 et 2014, l'emploi dans la fabrication de missiles guidés, de véhicules spatiaux et de pièces a augmenté de 64 % et l'emploi dans la fabrication de pièces et d'équipements d'aéronefs a augmenté de 24 % avec Space X et Virgin Galactic. Dans l'ensemble, en 2014, l'emploi dans le secteur privé a atteint 85 000 personnes , 100 000 les secteurs gouvernementaux et publics inclus pour une contribution régionale de 11,1 milliards de dollars en biens et services locaux et ajoutant 30,1 milliards de dollars en valeur à la région de la Californie du Sud.